# العز بن عبد السلام
أبو محمد عز الدين عبد العزيز بن عبد السلام بن أبي القاسم بن حسن السُّلَمي الشافعي (577هـ/1181م - 660هـ/1262م) الملقب بسلطان العلماء وبائع الملوك وشيخ الإسلام، هو عالم وقاضٍ مسلم، برع في الفقه والأصول والتفسير واللغة، وبلغ رتبة الاجتهاد، قال الحافظ الذهبي: «بلغ رتبة الاجتهاد، وانتهت إليه رئاسة المذهب، مع الزهد والورع والأمر بالمعروف والنهي عن المنكر والصلابة في الدين، وقَصَدَه الطلبة من الآفاق، وتخرّج به أئمة». وقال ابن العماد الحنبلي: «عز الدين شيخ الإسلام... الإمام العلامة، وحيد عصره، سلطان العلماء... برع في الفقه والأصول واللغة العربية، وفاق الأقران والأضراب، وجمع بين فنون العلم من التفسير والحديث والفقه واختلاف الناس ومآخذهم، وبلغ رتبة الاجتهاد، ورحل إليه الطلبة من سائر البلاد، وصنف التصانيف المفيدة».
وُلد العز بن عبد السلام بدمشق سنة 577هـ (1181م) ونشأ بها، ودرس علوم الشريعة واللغة العربية، وتولى الخطابة بالجامع الأموي والتدريسَ في زاوية الغزالي فيه، واشتُهر بعلمه حتى قصده الطلبة من البلاد، كما اشتُهر بمناصحة الحكام ومعارضتهم إذا ارتكبوا ما يخالف الشريعة الإسلامية برأيه، وقد قاده ذلك إلى الحبس، ثم إلى الهجرة إلى مصر، فعُيّن قاضياً للقضاة فيها، وقام بالتدريس والإفتاء، وعُيّن للخطابة بجامع عمرو بن العاص، وحرّض الناس على ملاقاة التتار وقتال الصليبيين، وشارك في الجهاد بنفسه، وعمّر حتى مات بالقاهرة سنة 660هـ (1262م) ودُفن بها.

## عصره

### الناحية السياسية

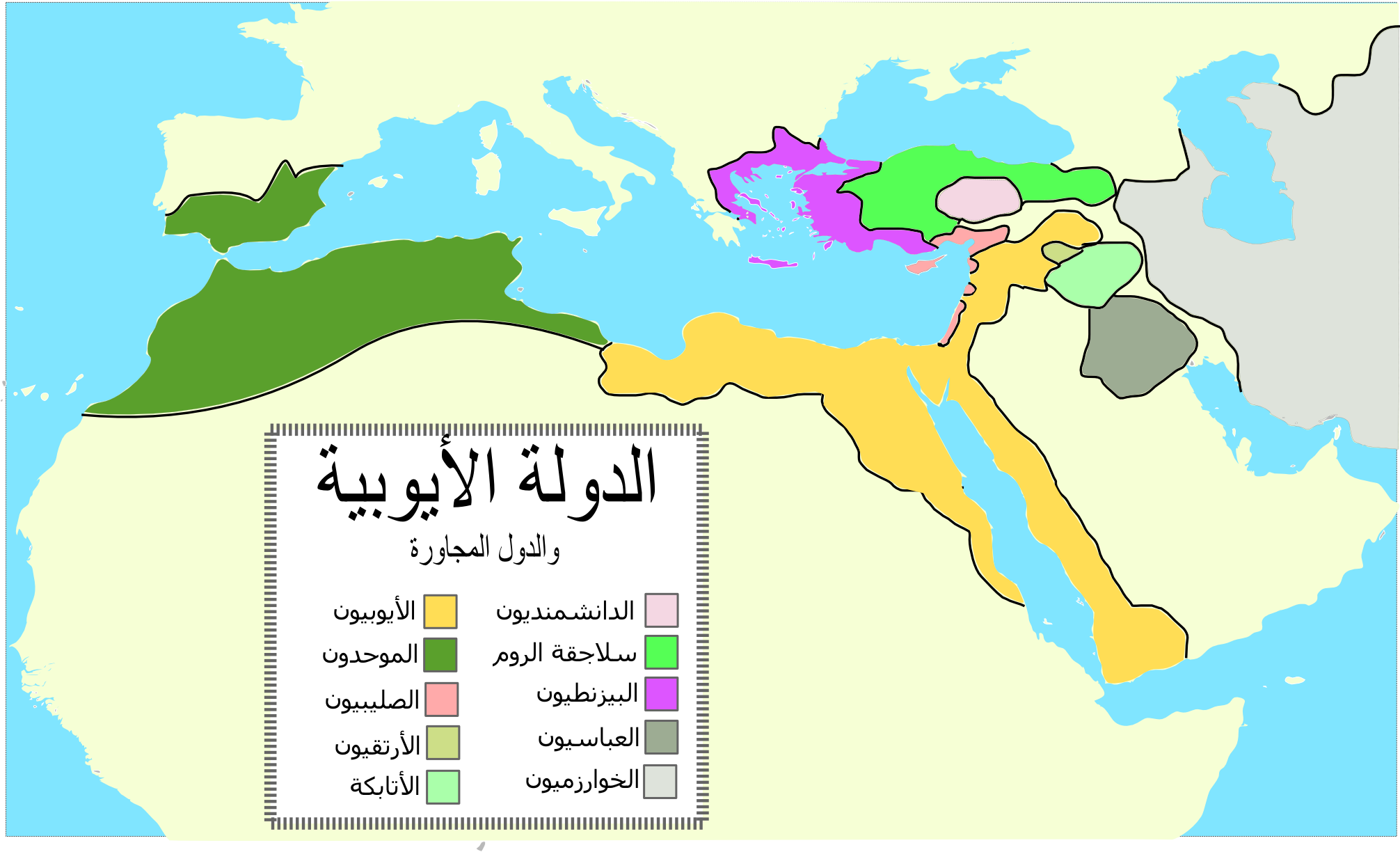
الدولة الأيوبية والدول المجاورة في أواخر القرن السادس الهجري

عاش العز بن عبد السلام في الربع الأخير من القرن السادس الهجري، وأكثر من النصف الأول من القرن السابع (577-660هـ)، وعاصر الدولة الأيوبية والدولة المملوكية في الشام ومصر. وتعد هذه الفترة الزمنية من أشد العصور في التاريخ الإسلامي اضطراباً وقلقاً؛ إذ كانت سلطة الخلافة العباسية والدول القائمة تحت نفوذها في ارتفاع وانخفاض مطلقين، والناس يتنقّلون بين الاستقلال والاحتلال، والوحدة والانفصال؛ ففي القرن الخامس الهجري اتجه الصليبيون إلى ديار الإسلام، فاحتلوا أجزاء كثيرة من العالم الإسلامي، حتى سقط بيت المقدس في أيديهم سنة 492هـ. ثم جاء عهد عماد الدين زنكي أمير الموصل الذي تصدى للصليبيين، وبدأ بتوحيد صفوف المسلمين، ثم خلفه ابنه نور الدين محمود الذي اتسم عهده بالصلاح والاهتمام بالعلم، فسعى لتوحيد البلاد الإسلامية وجمع صفوفها ضد أعداء الإسلام، حتى توفي سنة 569هـ. فخلفه صلاح الدين الأيوبي الذي كان نائباً عنه في حكم مصر، فأسس الدولة الأيوبية، وبدأ في الإصلاح السياسي والعلمي والاجتماعي والعسكري، وسعى إلى توحيد الشام ومصر، ثم اتجه إلى محاربة الصليبيين، فاستطاع أن يسترد بيت المقدس سنة 583هـ، وتابع تحرير فلسطين وسائر بلاد الشام من الصليبيين حتى توفي سنة 589هـ.
بعد وفاة صلاح الدين الأيوبي وقعت الفُرقة بين حكام الإمارات والمدن من أبناء صلاح الدين وإخوته، فانقسمت الدولة الأيوبية إلى دُويلات يتآمر حكامها على بعض، ويحارب بعضهم الآخر، فاشتد ضعفهم، وهزلت صورتهم وكيانهم أمام الصليبيين من الغرب، والتتار من الشرق، ووصل بهم الأمر إلى أن يتحالف بعضهم مع الصليبيين ويستعينوا بهم على إخوتهم أو أبناء إخوتهم، ويُسلِّموهم البلاد والقلاع والحصون. واستمر الأمر كذلك حتى انتهت الدولة الأيوبية، وبدأت دولة المماليك، وتولى قطز الإمارة سنة 657هـ، واتجه لملاقاة التتار القادمين من الشرق، وقد أسقطوا الخلافة العباسية في بغداد سنة 656هـ، ودخلوا الشام واتجهوا نحو مصر، فتلقاهم قطز بعين جالوت بفلسطين وانتصر عليهم، وقُتل أثناء عودته إلى مصر، فتولى الظاهر بيبرس السلطة مكانه، وبقي في الحكم حتى نهاية عُمْر العز بن عبد السلام.

### الحالة العلمية

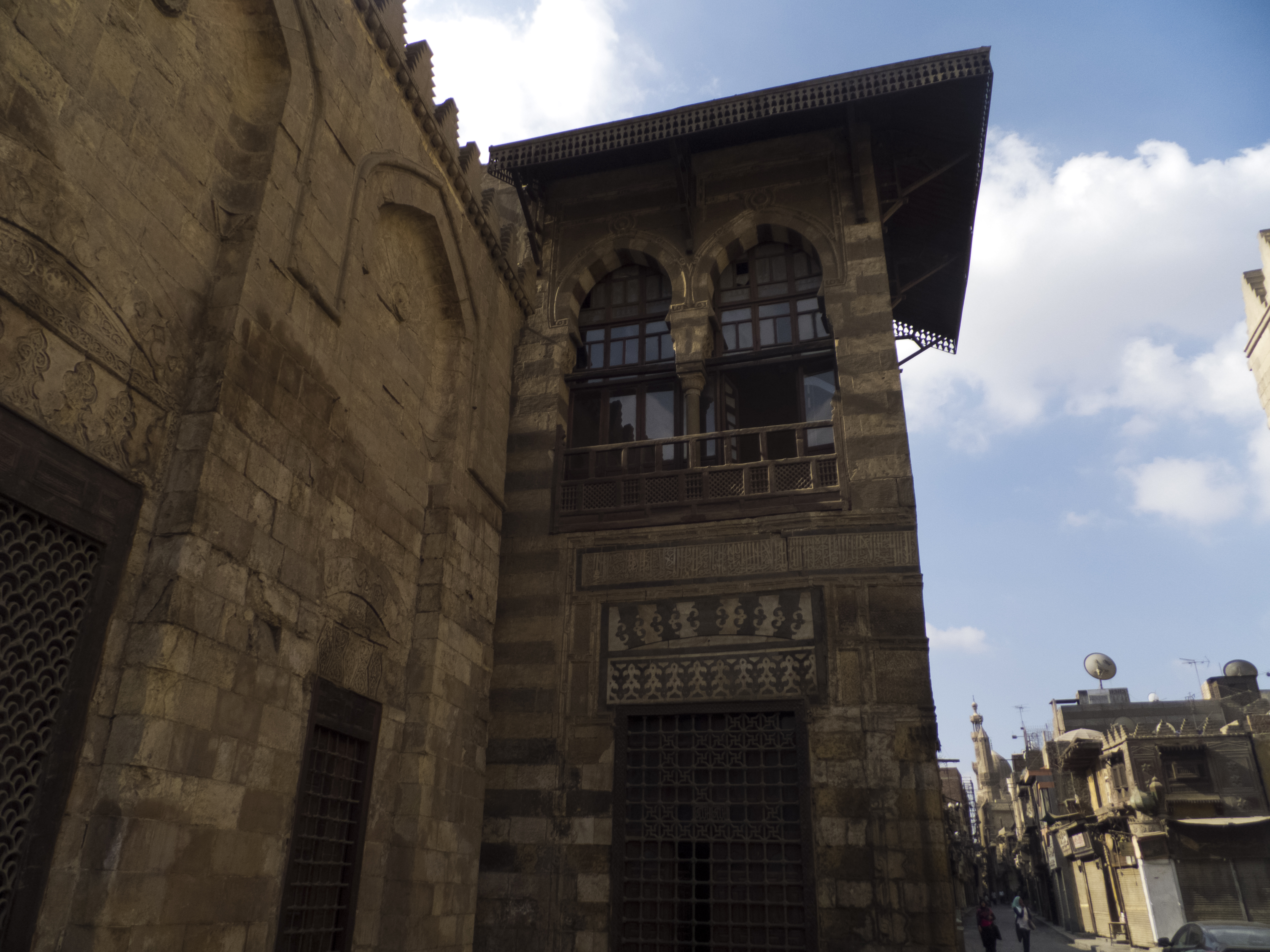
المدرسة الصالحية بالقاهرة
تميز العهد الأيوبي والمملوكي بكثرة بناء المدارس والاهتمام بالعلم.

أثّرت الحالة السياسية والكوارث الداخلية والخارجية التي حلت بالبلاد الإسلامية في القرون الثلاثة (الخامس والسادس والسابع) على الحركة العلمية والنهضة الثقافية، سلباً وإيجاباً، فمن جهة: ركدت الحركة العلمية، وقصرت الهمم، وجمد الاجتهاد وساد التقليد. وكان للفساد الاجتماعي والانحلال الخلقي بين الناس أثرٌ على العلم والعلماء الذين آثر كثير منهم اعتزال المجتمع، والانقطاع إلى العلم والعبادة، والابتعاد عن الحكام والأمراء، بينما كان فريق آخر يقف في وجه الانحراف، ويسعى إلى تقويم السلوك وإصلاح المجتمع، ويقوم بالأمر بالمعروف والنهي عن المنكر، ويتصدى لتصرفات الحكام والأمراء. وشهد القرن السابع الهجري أعظم النكبات التي حلت بالثروة العلمية والتراث الإسلامي الضخم، فقُتل عدد كبير من العلماء، وحُرقت الكتب والمكتبتات، وهاجر كثير من العلماء من بلادهم إلى مكان آخر، يأمنون فيه على دينهم وعلمهم، ويمارسون نشاطهم ودروسهم، ويركنون فيه إلى البحث والتأليف. أضف إلى ذلك الفتن المذهبية التي كانت تعمل عملها في الداخل، فالصراع شديد بين الباطنية وأهل السنة، وبين أهل السنة مع بعضهم البعض، وبين المسلمين وأهل الذمة.
وفي هذا العصر نفسه، ظهرت نهضة علمية كبيرة في الشام ومصر والأندلس، وأقبل كثير من الحكام والأمراء على العلم وتشجيع العلماء وبناء المساجد، والتنافس في بناء المدارس الشهيرة التي كانت بمثابة جامعات، كالمستنصرية التي بنيت في بغداد سنة 631هـ، والكاملية بالقاهرة (621هـ)، والصالحية بمصر (639هـ)، والظاهرية بدمشق (661هـ)، والمنصورية بالقاهرة (679هـ)، وامتاز العهد الأيوبي في مصر والشام بالاهتمام الشديد بالمدارس والعلماء وتدريس الفقه والحديث، وبناء المعاهد لكل ذلك.
ولَمَعَ في هذا القرن عدد من العلماء الذين جمعوا بين مختلف العلوم والفنون في مختلف البلاد، ومنهم: فخر الدين الرازي (المتوفى عام 606هـ) والمبارك بن الأثير الجزري المحدث اللغوي (606هـ) وموفق الدين بن قدامة الحنبلي (620هـ) والتبريزي الأصولي (621هـ) وأبو القاسم الرافعي القزويني الفقيه الشافعي (623هـ) وعز الدين علي بن الأثير الجزري المؤرخ الأديب (630هـ) وسيف الدين الآمدي الأصولي (631هـ) وشهاب الدين عمر السهروردي الواعظ المتصوف، الذي حضر إلى دمشق والتقى العز بن عبد السلام (632هـ) ومحيي الدين بن عربي المتصوف (638هـ) وابن أبي الدم الحموي القاضي الفقيه (642هـ) وابن الصلاح المحدث (643هـ) والحافظ ابن النجار المؤرخ (643هـ) وابن الحاجب الأصولي النحوي الفقيه المالكي (646هـ) ومجد الدين بن تيمية الفقيه (652هـ) والحافظ عبد العظيم المنذري (656هـ) والعز بن عبد السلام (660هـ) وابن مالك النحوي (672هـ) ومحيي الدين يحيى بن شرف النووي المحدث الفقيه (676هـ) وابن خلِّكان المؤرخ (684هـ) والقاضي البيضاوي الأصولي المفسر (685هـ) وعبد الرحمن الفزاري الفقيه المعروف بالفركاح (690هـ).

## اسمه ونسبه وكنيته ولقبه
- اسمه: عبد العزيز بن عبد السلام بن أبي القاسم بن حسن بن محمد بن مُهَذَّب، باتفاق العلماء وإجماع المصادر المعتمدة.[7][8][9]
- نسبه: السُّلَمي المغربي الدمشقي المصري الشافعي.
فهو «السُّلَمي»؛ نسبة إلى بني سُليم، إحدى القبائل المشهورة من قبائل مضر، ويُنسب إليهم كثيرون.
المغربي؛ أي يعود أصله إلى بلاد المغرب العربي، ولعل أحد أجداده جاء من المغرب وسكن الشام.
الدمشقي؛ نسبة إلى دمشق، لأن العز ولد وترعرع وطلب العلم بها، وتولى فيها المناصب والأعمال المختلفة، وقضى فيها معظم حياته.
المصري؛ نسبة إلى مصر، التي انتقل إليها واستقر بها ومات فيها ودفن، ولذلك يقال عنه: «المغربي أصلاً، الدمشقي مولداً، المصري داراً ووفاةً».[10]
الشافعي؛ نسبة إلى مذهب الإمام محمد بن إدريس الشافعي في الفقه الإسلامي، وينسب إليه العز لأنه تفقه على هذا المذهب، ودرّسه وأفتى به، وتولى القضاء للحكم بأحكامه، وصنَّف الكتب الفقهية في المذهب الشافعي، حتى بلغ رتبة الاجتهاد في المذهب.[7]
- كنيته: أبو محمد.[11]

### ألقابه
من ألقابه «عز الدين»؛ جرياً على عادة ذلك العصر الذي انتشرت فيه الألقاب عامةً للخلفاء والملوك والأمراء والعلماء، والنسبة إلى الدين خاصة، فلُقب بعز الدين، ويختصر بـ«العز» وهي التسمية الشائعة في الاستعمال عند الناس وفي كتب التاريخ والتراجم والفقه. كما اشتهر بلقبه الثاني: «سلطان العلماء»، ويُعرف أيضاً بـ«ابن عبد السلام» إشارة إليه في بعض الأحيان، ولكن يشاركه في هذه التسمية الأخيرة غيره من المالكية خاصة، ومن الشافعية والحنابلة، ولذلك نسبت بعض كتبهم إلى العز بن عبد السلام. ولقب أيضاً بـ«القاضي»، وهذا وصف له لتوليه منصب القضاء في دمشق والقاهرة، كما لقب أيضاً بـ«قاضي القضاة» لتعيينه مسؤولاً عن القضاء والقضاة في الفسطاط والوجه القبلي.
وأما لقب «سلطان العلماء» فقد لقبه به تلميذه الأول ابن دقيق العيد كما ذكره ابن السبكي فقال: «وهو الذي لَقَّب الشيخ عز الدين سلطانَ العلماء». ووجه هذه التسمية أنه «أكّدَ مكانة العلماء، ورفع ذكرهم في عصره، وجسّد ذلك في مواقفه، في الإنكار على الحكام والسلاطين والأمراء لبعض تصرفاتهم المخالفة، وقارعهم بالحجة والبيان فغلبهم، وكان على رأس العلماء في هذا الموقف الصلب، مما عرّضه لكثير من المتاعب». واشتهر العز بن عبد السلام بهذا اللقب، ونقله معظم الكتاب والمؤلفين والمترجمين له، واتفقوا على استحقاق العز لهذه التسمية، ولكنهم اختلفوا في تعليلها، فذهب بعضهم إلى التعليل السابق، وقال كثيرون: «إنه اشتهر بهذا اللقب لنظراته التجديدية، ونفوره من التقليد، وبلوغه مرتبة الاجتهاد، وخاصة أنه عاش في عصر شاع فيه التقليد، والتزم الناس به، وهمس بعضهم بقفل باب الاجتهاد، وعكفوا على كتب السابقين وآرائهم، ولم يكلفوا أنفسهم عناء البحث والاستنباط، ومواجهة الظروف المتغيرة والمسائل الجديدة والقضايا المطروحة، فخرج العز عن هذا الطوق بقوله وفعله واجتهاده وتصنيفه».

## سيرته

### مولده ونشأته

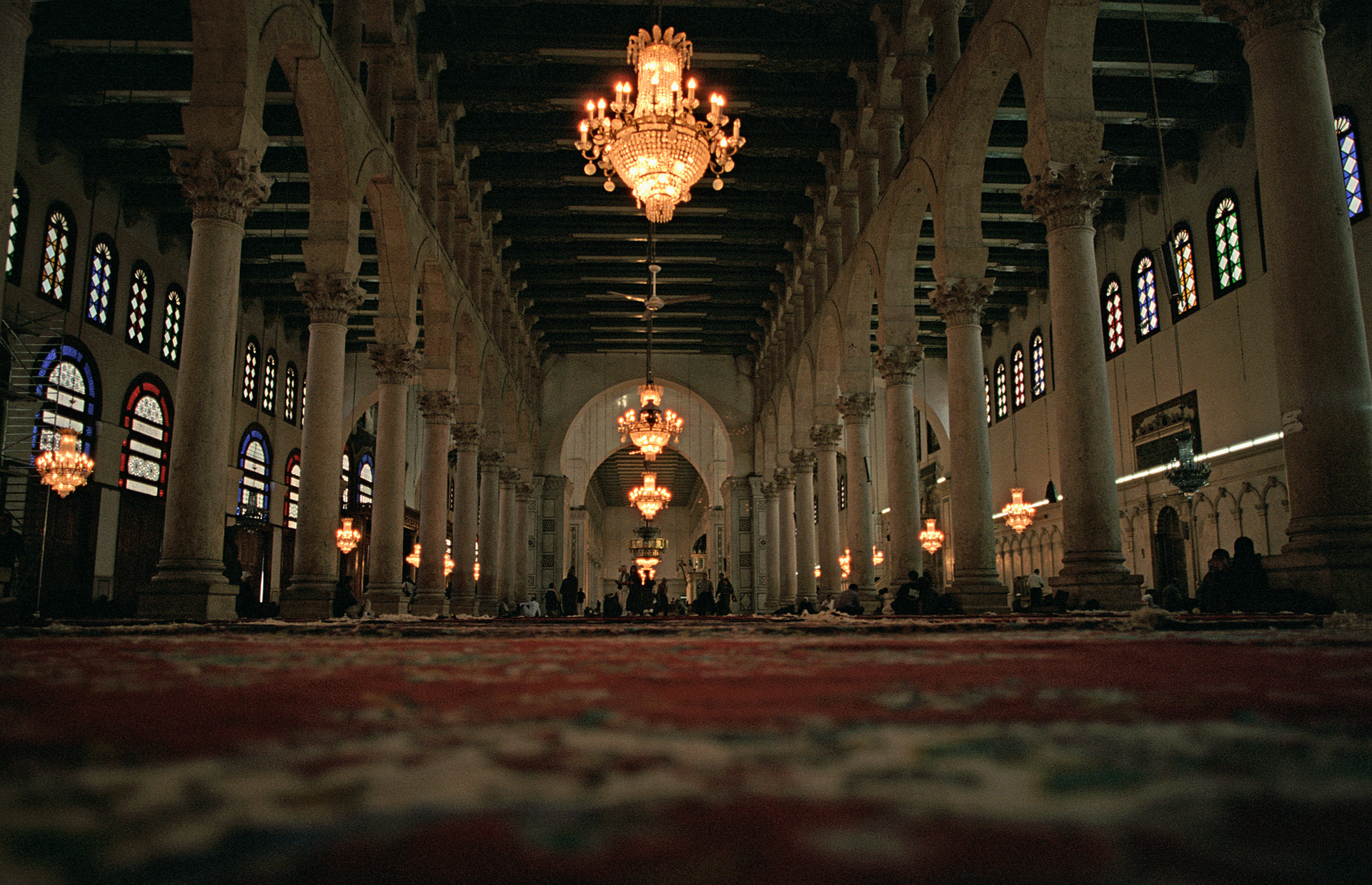
تعلّم العز بن عبد السلام في الجامع الأموي في دمشق.

ولد العز بن عبد السلام بدمشق باتفاق المصادر والمراجع التي ترجمت له وعرضت سيرته. أما تاريخ ولادته فحصل فيها اختلاف، فذهب كثيرون إلى تحديد تاريخ ولادته سنة 577هـ، وقال آخرون: إنها سنة 578هـ، وتشكك فريق ثالث بين السنتين، وحاول بعض الباحثين ترجيح الأول، ورجح بعضهم الثاني، وتوقف فريق عن الترجيح لعدم التأكد من ذلك، وعدم توفر النص القاطع أو المرجح في ذلك.
كانت دمشق في زمن العز بن عبد السلام حاضرة العلم والعلماء منذ العصر الأموي، يقطنها العلماء من كافة الفنون، ويجتمع فيها أئمة العلم البارعون، ويقصدها الطلبة من كافة الأصقاع، وكان المسجد الأموي جامعةً للعلوم والطلاب والعلماء. ويظهر من سيرة العز بن عبد السلام أنه عاش في أسرة فقيرة مغمورة، فلا يوجد ذكر صريح لأبيه وأمه، أو أجداده وأعمامه وأخواله، أو أي شيء عن مراحل طفولته، وكل ما تذكره المصادر أنه ابتدأ العلم في سن متأخرة، يقول ابن السبكي عن والده:
وتوجه العز إلى طلب العلم بجد واجتهاد وهمة عالية؛ ليُعَوِّض ما فاته في المدة السابقة من طفولته وصباه، فقصد العلماء وجلس في حلقاتهم، ينهل من علومهم، ويكب على الدراسة والحفظ، والفهم والاستيعاب، حتى حفظ «التنبيه» في فينة قصيرة، واجتاز العلوم بمدة يسيرة، وهو ما تحدث به عن نفسه فقال: «ما احتجتُ في عِلم العلوم إلى أن أكمله على الشيخ الذي أقرأ عليه، وما توسطته على شيخ من المشايخ الذين كنتُ أقرأ عليهم إلا وقال لي الشيخ: قد استغنيتَ عني فاشتغل مع نفسك، ولم أقنع بذلك، بل لا أبرحُ حتى أكمل الكتاب الذي أقرؤه في ذلك العلم». وكان يقول: مضت لي ثلاثون سنة لا أنام حتى أُمِرَّ أبوابَ الأحكام على خاطري.
وجمع العز في تحصيله بين العلوم الشرعية والعلوم العربية، فدرس التفسير وعلوم القرآن، والفقه وأصوله، والحديث وعلومه، واللغة والتصوف، والنحو والبلاغة، وعلم الخلاف. ولم يكتف العز بدراسة هذه العلوم، ولكنه تفوق في معرفتها والتأليف فيها، ولذلك قال ابن العماد الحنبلي: «وبرع في الفقه والأصول والعربية، وفاق الأقران والأضراب، وجمع بين فنون العلم من التفسير والحديث والفقه واختلاف أقوال الناس ومآخذهم، وبلغ رتبة الاجتهاد».

### رحلته إلى بغداد
قضى العز معظم حياته في دمشق، وكان أكثر تحصيله وطلبه للعلم على علمائها، ولكنه ارتحل عنها ثلاث مرات لأغراض مختلفة، الأولى: رحلته إلى بغداد، والثانية: رحلته إلى مصر، والثالثة: رحلته إلى الحجاز بقصد الحج والعمرة، وكانت هذه الأخيرة في الغالب بعد سنة 644هـ، وكان قد بلغ في العلم غايته، وبعد أن عزل نفسه عن قضاء مصر، وكان الناس يقصدونه هناك بالفتوى والأخذ عنه.
أما رحلته إلى بغداد، فقد ذكرت المصادر التي ترجمت له أنه ازداد شغفاً بالعلم وتحصيله، ورحل في ريعان شبابه إلى بغداد، حاضرة الخلافة العباسية، وموئل العلم والعلماء، ومقصد الطلاب من كافة الأقطار، وعاصمة الثروة العلمية والمكتبات الزاخرة، فقصدها العز سنة 597هـ، وأخذ بعض العلوم والمعارف، وأقام بها أشهراً فقط، فسمع الحديث من أبي حفص بن طَبَرْزد، وحنبل بن عبد الله الرصافي. قال ابن رافع السلامي: «وسمعت بعض المحدثين يقول: إنه دخل بغداد في طلب العلم، فوافق يومَ دخوله موتُ الحافظ أبي الفرج بن الجوزي... وكان ذلك في سنة 597هـ». وبعد أن نال العز مبتغاه وحصّل مقصده في بغداد، عاد إلى دمشق.

### محنته مع الملك الأشرف موسى
تمثل هذه القضية أول مواقف العز بن عبد السلام بدمشق، وصدامه مع الملك الأشرف موسى الأيوبي، وكان العز قد ذاع صيته واشتهر علمه، وظهرت شخصيته في الحياة العلمية وعلى المستوى الرسمي والشعبي، وكان العز على مذهب الإمام أبي الحسن الأشعري من أهل السنة والجماعة في العقيدة وصِفات الله تعالى، ومنها صفة الكلام، ويقول: «إن كلام الله تعالى معنى قائم بذاته، قديم أزلي، وليس بحرف ولا صوت»، خلافاً لبعض الحنابلة، وكان الملك الأشرف يميل إلى الحنابلة ويستمع إليهم، فاستغلوا ذلك وأوغروا صدره على العز، فوقعت الواقعة. وأحداث الفتنة طويلة، خلاصتها ما نقله محمد الزحيلي عن عبد اللطيف بن العز بن عبد السلام:

### موقفه من تحالف الصالح إسماعيل مع الصليبيين
لما مرض الملك الأشرف موسى مرض الموت، طلب من العز بن عبد السلام الزيارة والنصح والدعاء، فأشار عليه العز بإبطال المنكرات ورد المظالم، وتطبيق الشرع والالتزام بالقرآن والسنة، فأمر السلطان المريض أخاه إسماعيل (الذي يتولى السلطنة بالنيابة) بتنفيذ ما أمر به الشيخ العز، وإبطالِ ما يرى إبطالَه، ثم توفي الملك الأشرف سنة 635هـ، فخلفه أخوه الملك الصالح إسماعيل. ولم يكن إسماعيل على وفاق مع العز منذ حياة أخيه الأشرف، فكان إسماعيل سيئ الظن بالعز، ولكنه لم يجرؤ على عزله من خطابة الجامع الأموي أو الإساءة إليه؛ لما رآه من تكريم الأشرف موسى والملك الكامل للعز وإكبارهما إياه، ولِمَا يتمتع به العز من مكانة مرموقة في المجتمع، وثقة وحب من جمهور المسلمين. ولَمَّا أمر الأشرفُ نائبَه وأخاه إسماعيل بإبطال المنكرات التي أشار إليها العز، نفذ بعضها وأغفل بعضاً آخر.
ولما توفي السلطان الأيوبي الكامل محمد بن العادل حصل نزاعٌ على خلافته، وانتهت السلطة إلى ابنه الأكبر الصالح أيوب، فاتجه إلى الشام بعد أن استقر له الأمر في مصر، وعزم على ضمها إلى ملكه، لأنها كانت في الأصل تابعة لوالده الكامل، فخاف إسماعيل من تهديد الصالح أيوب «خوفاً مَنَعَهُ المنامَ والطعامَ والشرابَ»، ولم يتحرج إسماعيل من اللجوء إلى الصليبيين أعداء المسلمين، فتحالف معهم لينجدوه من الصالح أيوب ويساعدوه عليه، وسلّم إليهم لقاء ذلك صيدا والشقيف وصفد وغير ذلك من حصون المسلمين، وذلك سنة 638هـ. وزيادةً على ذلك، أذن إسماعيل للصليبيين بدخول دمشق لشراء السلاح لقتال المسلمين في مصر، فغضب العز بن عبد السلام، وشق عليه ما حصل مشقة عظيمة.
وبدأت الجولة الأولى باستفتاء العز في مبايعة الفرنج للسلاح، فقال: «يَحْرم عليكم مبايعتهم، لأنكم تتحققون أنهم يشترونه ليقاتلوا به إخوانكم المسلمين»، ثم صعد منبر المسجد الأموي الكبير، وذمَّ موالاة الأعداء، وقبّح الخيانة، وشنّع على السلطان، وقطع الدعاء له بالخطبة، وصار يدعو أمام الجماهير بما يوحي بخلعه واستبداله، ويقول: «اللهم أبرم لهذه الأمة أمراً رَشَداً، تُعِزّ فيه وليَّك، وتُذِلُّ فيه عدوَّك، ويُعمَل فيه بطاعتك، ويُنهى فيه عن معصيتك»، والناس يبتهلون بالتأمين والدعاء للمسلمين، والنصر على الأعداء.

غلاف كتاب "الفتن والبلايا والمحن والرزايا" أو "فوائد البلوى والمحن" للعز بن عبد السلام.

وكان إسماعيل خارج دمشق، فلما وصله الخبر أحسّ بالخطر الذي يحدق به، والثورةِ المتوقَّعةِ عليه، فسارع إلى إصدار الأمر الكتابي بعزل العز من الخطابة والإفتاء، وأمر باعتقاله، واعتقال الشيخ ابن الحاجب المالكي الذي شاركه في الإنكار على فعل السلطان، ولما قدم إسماعيل إلى دمشق أفرج عنهما، وألزم العز بملازمة داره، وألا يفتي. وتلقى العز العزل راضياً مرضيّاً، ولكنه ضاق بالإقامة الجبرية وتعطيل العمل المسؤول عنه شرعاً، فقرر مغادرة دمشق، فاتجه إلى مصر عن طريق القدس، سنة 638هـ.
استمر إسماعيل في مطاردة العز وهو في طريقه إلى القدس، وأراد مساومته بالتراجع عن رأيه والاستسلام للسلطان، يقول عبد اللطيف بن العز بن عبد السلام محدثاً عما حدث لوالده:
وأراد إسماعيل أن يتبجح أمام الصليبيين بما فعل بالعز، وكان العز يقرأ القرآن، والسلطان يسمعه، فقال لملوك الصليبيين: «تسمعون هذا الشيخ الذي يقرأ القرآن؟» قالو: «نعم»، قال: «هذا أكبر قُسُوس المسلمين، وقد حبسته لإنكاره عليَّ تسليمي حُصُون المسلمين، وعزلته عن الخطابة بدمشق وعن مناصبه، ثم أخرجته فجاء إلى القدس، وقد جَدّدتُ حبسه واعتقاله لأجلكم»، فقالت له ملوك الفرنج: «لو كان هذا قِسِّيسَنا لغَسلنا رجليه وشربنا مَرَقَتها». وبقي العز في المعتقل حتى جاءت العساكر المصرية، فانتصروا وقتلوا عساكر الفرنج بالقدس، وانهزم أعوانهم، ونجى العز بن عبد السلام فتابع سيره إلى الديار المصرية، فأقبل عليه السلطان الصالح أيوب، وولاه خطابة مصر وقضاءها، وفوَّض إليه عمارة المساجد المهجورة بمصر والقاهرة.

### بيع الأمراء في المزاد
وصل العز بن عبد السلام إلى مصر سنة 639هـ، فلقيه في مصر الملك الصالح أيوب، فاستقبله استقبالاً حافلاً، وأكرمه غاية الإكرام والإجلال، وعيّنه في أعلى المناصب في خطابة جامع عمرو بن العاص وقضاء القضاة.
يوصف الصالح أيوب بأنه كان طموحاً، فعندما أراد أن يُقوِّيَ جيشَه ويَصطفيَ قُوَّادَه ويَحميَ نفسَه، اشترى (من مال الدولة) المماليك الأتراك، واستجلبهم من أواسط آسيا وغربها، ودَرَّبهم على الفروسية والفُتوَّة والقتال، حتى نالوا ثقته، فاتسع نفوذهم حتى صاروا أمراءَ الجيش وقادتَه، وبلغ أحدُهم أن صار نائب السلطان مباشرة، فلما تولى العز منصب قاضي القضاة، اكتشف الخلل في الإدارة والسلطة، وأن القادة الأمراء لا يزالون في حكم الرق لبيت مال المسلمين، ولم يَثبُتْ عند الشيخ أنهم أحرار، وبالتالي فإن الحكمَ الشرعي عدمُ صحة ولايتهم من جهة، وعدمُ نفوذ تصرفاتهم الخاصة والعامة من جهة أخرى. ومع ذلك، فإن العز لم يُشهر بهم، ولم يرفع راية العصيان المسلح عليهم، وإنما بلّغهم ذلك أولاً، وأوقف تصرفاتهم ثانياً، «ولم يصحح لهم بيعاً ولا شراءً ولا نكاحاً، وتعطلت مصالحهم بذلك، وكان من جملتهم نائب السلطان»، فلما بلغهم ذلك عظم الخطب عليهم، واضطرب أمرهم، واستشاطوا غضباً، وثارت ثائرتهم، ولكنهم كبحوا جماح الغضب، وجاؤوا للعز بالحسنى والمساومة، واجتمعوا به للاستفسار عن مصيرهم في رأيه، فصمم على حكم الشرع وأنه يجب بيعهم لصالح بيت المال، ثم يتم عتقهم ليصبحوا أحراراً، ثم يتولوا تصريف الأمور، وقال لهم بكل وضوح وصراحة: «نعقد لكم مجلساً، ويُنادى عليكم لبيت مال المسلمين، ويحصل عتقكم بطريق شرعي»، فرفضوا واستكبروا، ولم ينفردوا باتخاذ القرار بشأن العز، فرفعوا الأمر إلى السلطان أيوب، فبعث إليه وراجعه، فلم يرجع، فجرت من السلطان كلمةٌ فيها غلظة على العز، وحاصلها الإنكار على الشيخ في دخوله في هذا الأمر الذي لا يعنيه ولا يتعلق به.
وهنا أدرك العز أن الأمراء تمالؤوا عليه، ووقفوا في وجه ما يعتقد أنه الحق وتطبيق الشرع، فأعلن الانسحاب، وعزل نفسه عن القضاء، وقرر الرحيل، ونفذ قراره فوراً، فحمل أهله ومتاعه على حمار، وركب حماراً آخر، وخرج من القاهرة. وما أن انتشر الخبر في الشعب إلا وأعلن الناس الوقوف بجانب العز، وقرروا العصيان غير المسلح بالالتحاق بالعز، فلم يصل العز خارج القاهرة إلا قليلاً حتى لحقه غالب المسلمين من العلماء والصلحاء والتجار، حتى النساء والصبيان. فقال قائل للسلطان: «أدرك ملكك، وإلا ذهب بذهاب الشيخ»، فركب السلطان بنفسه، ولحق بالشيخ العز، واسترضاه وطيَّبَ قلبه، وطلب منه الرجوع والعودة إلى القاهرة، فوافق العز على شرطه بأن يتمّ بيع الأمراء بالمناداة عليهم، ورجع الجميع إلى القاهرة.
وبعد ذلك حاول نائب السلطنة التدخل بالملاطفة، ثم بالتهديد والوعيد، ثم بمحاولة التخلص من الشيخ وقتله، فلما فشلت محاولاته، أذعن الأمراء للأمر، واستسلموا لحكم الشرع، وأُعلنَ المزادُ العام، ووقف العز ينادي على أمراء الدولة واحداً واحداً، ويغالي في ثمنهم، وتدخّل الشعب في المزايدة، حتى إذا ارتفع السعر إلى أقصى غايته وعجز الأفراد عنه قام السلطان أيوب بدفع الثمن من ماله الخاص، ليتملك الأرقاءَ الأمراءَ، ثم أعتق رقابهم فصاروا أحراراً، واحتفظ بهم قادة، وقبض الشيخ العز الثمن فوضعه في بيت مال المسلمين ليُصرف في شؤونهم العامة ووجوه الخير المختلفة، قال ابن السبكي: «وهذا لم يُسمع بمثله عن أحد رحمه الله تعالى ورضي عنه».

### إسقاط عدالة الوزير وهدم قاعته
لم تمض سنة على الحادثة السابقة (بيع الأمراء) حتى وصل إلى علم العز بن عبد السلام ما فعله أستاذ الدار عند السلطان (وهو ما يعادل اليوم كبير أمناء الحاكم)، وهو معين الدين بن شيخ الشيوخ، والذي كان يجمع إلى منصبه اختصاصات الوزير وقائد الجيش، لكنه يوصف بأنه «كان مُتحلِّلاً وعابثاً ومُعْتَدّاً بقوته ومنصبه، ولذلك تجرأ على منكر كبير، يخالف أحكام الدين ويَسخَر بالشرع، ويُسيء إلى مشاعر المسلمين، فبنى فوق أحد مساجد القاهرة طبلخانة أي قاعة لسماع الغناء والموسيقى، وذلك سنة 640هـ».
وما أن ثبت ذلك عند العز وهو يتولى منصب قاضي القضاة حتى غضب، وأصدر أمره بهدم البناء، ولكنه خشي من الجُبن في التنفيذ أو المعارضة في الهدم، فقام بنفسه وجمع معه أولاده والموظفين عنده وذهب إلى المسجد، وحمل مِعْوله معهم، وقاموا بإزالة المنكر وهدم البناء المستحدث فوق المسجد. ولم يكتف العز بهذا التحدي للوزير والسلطان معاً، بل أسقط عدالة الوزير بما يعني عدم قبول روايته وشهادته، وعَزَلَ نفسَه عن القضاء؛ حتى لا يَبقى تحت رحمة السلطان وتهديده بالعزل أو غيره.
وكان لهذا العمل دويٌّ هائلٌ وأثرٌ عجيبٌ، وتنفس الناسُ الصعداءَ من تسلط الحكام وارتكاب المخالفات وممارسة التجاوزات الشرعية، ولم يجرؤ أحد أن يمس العز بسوء، بل أدرك السلطان أيوب أن الحق مع العز، وتلطف معه للعودة إلى القضاء ولكنه أصر على ذلك. وطار الخبر في الآفاق حتى وصل إلى الخليفة العباسي في بغداد، قال ابن السبكي: «واتُّفق أن جهّز السلطانُ الملكُ الصالحُ رسولاً من عنده إلى الخليفة المستعصم ببغداد، فلما وصل الرسول إلى الديوان ووقف بين يدي الخليفة وأدى الرسالة، خرج إليه وسأله: «هل سمعت هذه الرسالة من السلطان؟» فقال: «لا، ولكن حمَّلَنيها عن السلطان معين الدين بن شيخ الشيوخ أستاذ داره»، فقال الخليفة: «إن المذكور أسقطه ابن عبد السلام، فنحن لا نقبل روايته»، فرجع الرسول إلى السلطان (بمصر) حتى شافهه بالرسالة، ثم عاد إلى بغداد، وأدَّاها».

### قتاله للصليبيين
شارك العز بن عبد السلام عملياً في الجهاد والقتال ضد الصليبيين الذين اتجهوا لاحتلال دمياط وسائر مصر بعد أن وصلوا إلى المنصورة، واستظهروا على المسلمين، فهّبَّ الجيشُ المسلمُ في مصر لمواجهة الغزاة، قال ابن السبكي: «وكان الشيخ (العز بن عبد السلام) مع العسكر، وقويت الريح، فلما رأى الشيخُ حالَ المسلمين نادى بأعلى صوته مشيراً بيده إلى الريح «يا ريحُ خُذيهم» عدة مرات، فعادت الريح على مراكب الفرنج فكسرتها، وكان الفتح، وغرق أكثرُ الفرنج، وصرخ من بين يدي المسلمين صارخ: الحمد لله الذي أرانا في أمة محمد ﷺ رجلاً سخّر له الريح»، وكان النصر المبين للمسلمين، واعتبر المؤرخون هذه الصيحةَ من كرامات العز بن عبد السلام.

### دعوته لقتال التتار

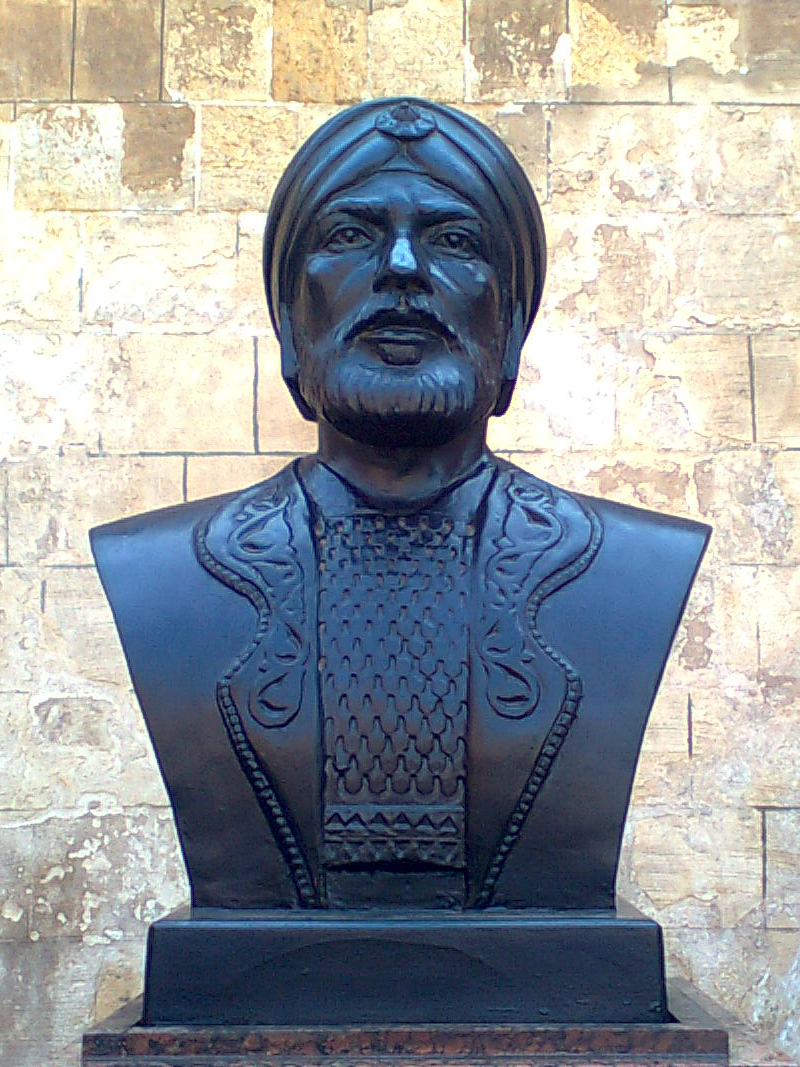
قبِل سيف الدين قطز فتوى العز بن عبد السلام وبدأ بنفسه فباع كل ما يملك وأمر الوزراء والأمراء أن يفعلوا ذلك، فانصاع الجميع وامتثلوا لأمره، وجُمعت هذه الأموال فضُربت سكاً ونقداً وأنفقت في تجهيز الجيش لمحاربة التتار في معركة عين جالوت.

عندما كان العز بن عبد السلام بمصر سنة 657هـ، تقدم التتار بعد سقوط بغداد إلى الشام، واستولوا على بعض مدنها، ليواصلوا الطريق إلى مصر، وكان على عرش مصر شاب صغير، وبَعَثَ ملكُ حلب الناصرُ يوسف يطلب النجدة على قتال التتار، فجمع سيف الدين قطز العلماء والأعيان والفقهاء والقضاة لمشاورتهم في الأمر لمواجهة التتار، وحضر الشيخ العز، وعمره ثمانون سنة، وطُرحت المشكلة في استيلاء هولاكو على البلاد، وأن بيت المال خالٍ من الأموال، والسلطان صغير السن، قال ابن تغري بردي: «وأفاضوا في الحديث، فكان الاعتماد على ما يقوله ابن عبد السلام»، وسكت الأمراء والقضاة والعلماء، ولم يَجْرُؤ أحد على الاعتراض على عزم الملك الجديد قطز في فرض الضرائب على الشعب دون الأمراء وبيت السلطان، وهنا ظهرت نصيحة العز الجريئة والحازمة، فأفتى بخلع السلطان الصغير، وجواز تعيين ملك قوي مكانه، وهو قطز، ثم وجَّه له النصيحة في أمر الضرائب مدافعاً عن الشعب ومبيّناً للحق، فقال: «إذا طَرَقَ العدوُّ بلادَ الإسلام وجب على العالَم قتالُهم، وجاز لكم أن تأخذوا من الرعية ما تستعينون به على جهادكم، بشرط أن لا يبقى في بيت المال شيء من السلاح والسروج الذهبية والفضية والكبابيس المزركشة وأسْقاط السيوف والفضة وغير ذلك، وأن تبيعوا مالكم من الحوائص الذهبية والآلات النفيسة، ويقتصرَ كلُّ الجند على سلاحه ومركوبه، ويتساووا هم والعامة، وأما أخذ الأموال من العامة مع بقايا في أيدي الجند من الأموال والآلات الفاخرة فلا».

### مبايعة الظاهر بيبرس
ولمّا أراد الظاهر بيبرس أن يستلم السلطة والحكم، استدعى الأمراء والعلماء لمبايعته، وكان بينهم العز بن عبد السلام الذي فاجأ الظاهر بيبرس بكل جرأة وشجاعة وقال له: «يا ركن الدين، أنا أعرفك مملوك البندقدار»، أي لا يصح مبايعة المملوك في استلام السلطة، فأحضر بيبرس ما يثبت أن البندقدار قد وهبه للملك الصالح أيوب، وأن الصالح أيوب قد أعتقه، وهنا تقدم العز وبايعه على الملك، وكان الظاهر بيبرس «يعظم الشيخ العز ويحترمه، ويعرف مقداره، ويقف عند أقواله وفتاويه»، وقال السيوطي عن الظاهر بيبرس: «وكان بمصر منقمعاً تحت كلمة الشيخ عز الدين بن عبد السلام، لا يستطيع أن يخرج عن أمره، حتى إنه قال لما مات الشيخ: ما استقر ملكي إلا الآن».

### وفاته
توفي العز بن عبد السلام في جُمادى الأولى سنة 660هـ (1262م) باتفاق المؤرخين وعلماء التراجم، وقد بلغ ثلاثاً وثمانين سنة من العمر. ولكن علماء التراجم والتاريخ اختلفوا في يوم وفاته، فنقل ابن السبكي عن عبد اللطيف بن العز أن «وفاة الشيخ في تاسع جمادى الأولى، في سنة ستين وستمائة»، وقال ابن السبكي بعد ذلك: «توفي في العاشر من جمادى الأولى سنة ستين وستمائة بالقاهرة». وشك أبو شامة المقدسي قائلاً: «إن وفاته كانت يوم الأحد عاشر جمادى الأولى أو الحادي عشر».
وحُكي أن شخصاً جاء إليه فقال له: رأيتك في النوم تُنْشد:
فسكت ساعةً ثم قال: «أعيش من العمر ثلاثاً وثمانين سنة، فإن هذا الشّعرَ لكُثَيّر عَزّة، ولا نسبة بيني وبينه غير السن، أنا سُنّي وهو شيعي، وأنا لست بقصير وهو قصير، ولست بشاعر وهو بشاعر، وأنا سُلَميّ وليس هو بسُلَمي، لكنه عاش هذا القدر». قال ابن السبكي: «فكان الأمر كما قاله رحمه الله تعالى».
ودُفن العز يوم الأحد العاشر من جمادى الأولى قُبيل الظهر، في آخر القرافة بسفح المقطم من ناحية البركة، وكان يومُ دفنه مشهوداً، وحضر جنازتَه الخاصُّ والعامُّ من أهل مصر والقاهرة، وشارك في الجنازة خلائقُ لا تُحصى، وصلى عليه ملكُ مصر والشام الظاهر بيبرس. وقد تأثر الظاهر بيبرس من وفاة العز، وتأسف على موته أثناء دولته فقال: «لا إله إلا الله، ما اتَّفَقَتْ وفاةُ الشيخ إلا في دولتي»، وشيّع أمراءَه وخاصتَه وأجنادَه لتشييعِ جنازته، وحَمَلَ نعشَه وحَضَرَ دفنَه.
كما تأثر عامةُ المسلمين بوفاة العز؛ لفضله وعلمه ومواقفه، فخرجوا في جنازته، وأقيمت صلاة الغائب عليه في جميع ديار مصر وبلادها والبلاد الشامية إلى قاطع الفرات والبيرة والرحبة، ثم بالمدينة المنورة ومكة المكرمة واليمن. وحزن أهل دمشق خاصة على ابنهم وعالمهم وقاضيهم، فصلَّوا عليه يومَ الجمعة في الجامع الأموي وجوامع أخرى، ونادى النصير المؤذن بعد الفراغ من صلاة الجمعة: «الصلاة على الفقيه الإمام، الشيخ عز الدين بن عبد السلام»، وعُمل العزاء للشيخ العز بجامع العقيبة المعروف الآن بجامع التوبة، وذلك يوم الاثنين 25 جمادى الأولى سنة 660هـ.

## مناصبه وأعماله

### الإفتاء
لم يكن للإفتاء منصب رسمي ووظيفة مرسومة في الدولة الإسلامية، وأول ما ظهر ذلك بصفة رسمية وحكومية في الدولة العثمانية، وكان العلماء يقومون بهذا المنصب من تلقاء أنفسهم، فهم يعتقدون أن كل من حصّل علماً وبلغ مرحلة التعرف الصحيح للأحكام وجب عليه أن يبين الشرع والدين للناس. وقام العز بن عبد السلام بالإفتاء في الشام، وكان يدعى «مفتي الشام»، واستمر بالإفتاء حتى عزله الملك الأشرف موسى بسبب الفتنة حول «تفسير كلام الله تعالى»، فظهر موقف العز من الإفتاء والفتوى قائلاً: «... أما الفتيا فإني كنت مُتبرّماً بها وأكرهها، وأعتقد أن المفتي على شفير جهنم، ولولا أني أعتقد أن الله أوجبها عليَّ؛ لِتَعيُّنها علي في هذا الزمان، لما كنت تلوّثت بها، والآن فقد عذرني الحق وسقط عني الوجوب وتخلصت ذمتي، ولله الحمد والمنة». وبقي العز على تلك الحالة ثلاثة أيام حتى تدخل شيخ الحنفية جمال الدين الحصيري وأنكر على السلطان عمله، فتراجع السلطان نهائياً عن موقفه ومعتقده، وعاد العز إلى الإفتاء ولكنه رفض صلةَ الملك وأموالَه. وتجاوزت شهرته بلاد الشام، وأرسلت إليه الفتاوى من مختلف البلاد، قال ابن كثير: «وقُصد بالفتاوى من الآفاق»، حتى قصده أهل الموصل من العراق بالاستفتاء في مجموعة أسئلة، فأجاب عنها وجُمعت في مؤلفاته باسم «الفتاوى الموصلية».
ولما توجه العز إلى مصر، كانت سمعته في العلم والإفتاء قد سبقته، فلما حل في الديار المصرية (سنة 639هـ) اعترف له علماؤها ومفتوها بالفضل، وامتنعوا عن الفتوى بوجوده، وقال الحافظ المنذري (الفقيه الشافعي المفتي): «كنا نفتي قبل حضور الشيخ عز الدين، فأما بعد حضوره فمنصب الفتيا متعين فيه». وكان العز قد تجاوز الستين من عمره، ولكن لم تخر قواه، ولم يؤثر عليه كبر السن، فأصدر في مصر الفتاوى الجسيمة التي تتعلق بالأمراء وبيع الملوك، وفتوى هدم الطبلخانة، وغير ذلك من الفتاوى، وبقي العز يفتي في مصر حتى توفي.
كان العز جريئاً في الفتاوى، فمثلاً، عندما كان الملك الكامل (سلطان مصر) في دمشق، واجتمع بالعز بعد وفاة الملك الأشرف موسى وتعيين الملك الصالح إسماعيل، سأل الكاملُ العزَّ عما يصدر من أخيه الملك إسماعيل بحضوره من هواية رمي البندق، وهل يجوز ذلك؟ فلم يتهيب العز من بيان الحق والحكم الشرعي، فقال: «بل يحرم عليه، فإن رسول الله ﷺ نهى عنه وقال: إنه يَفْقَأُ العين، ويَكسِر العظم». وكان العز متهيباً من الفتوى، وكان جريئاً في الرجوع إلى الحق إذا تبين أنه أخطأ، فقد حكى القاضي عز الدين البكاري «أن الشيخ عز الدين بن عبد السلام أفتى مرة بشيء، ثم ظهر له أنه أخطأ، فنادى في مصر والقاهرة على نفسه: من أفتى له ابن عبد السلام بكذا، فلا يعمل به، فإنه خطأ».

### التدريس

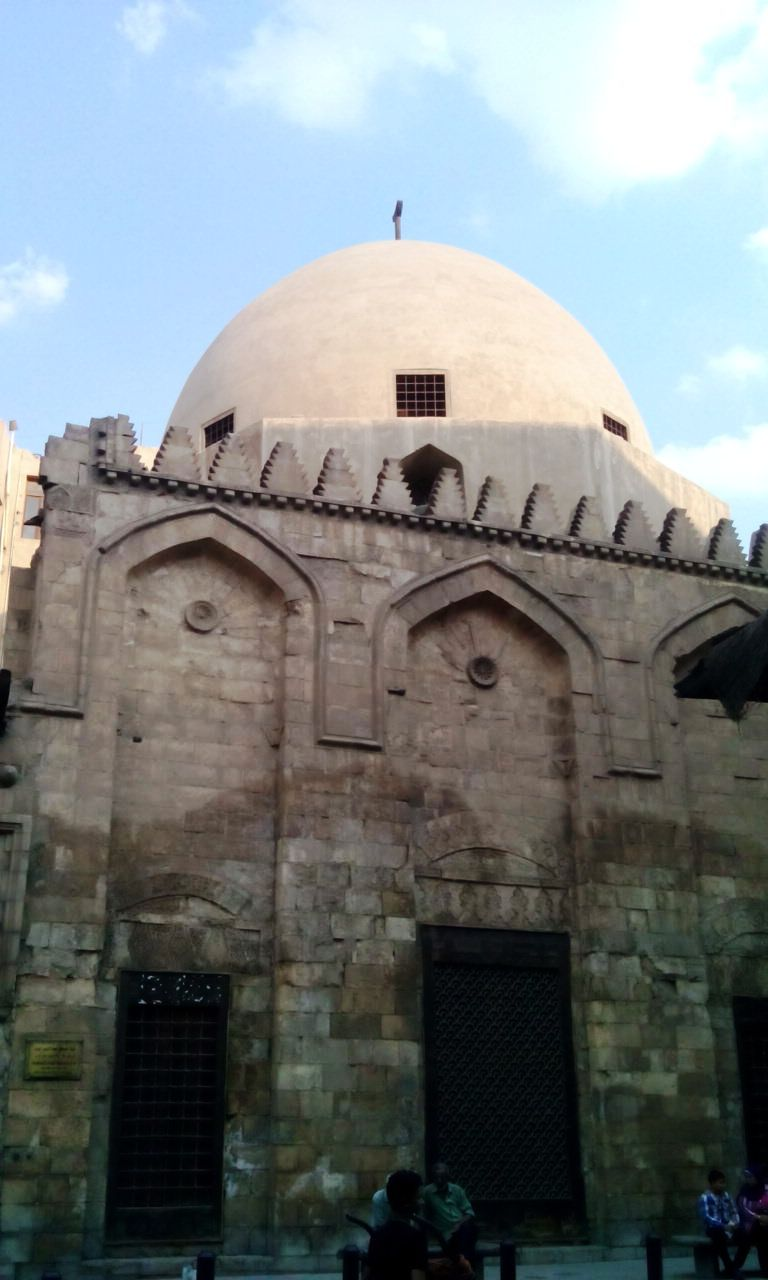
درّس العز بن عبد السلام في المدرسة الصالحية التي بناها الملك الصالح أيوب سنة 641هـ.

بعد أن حصّل العز بن عبد السلام العلومَ وتقدَّم في الحفظ والفهم، اتجه إلى العطاء والإفادة في عدة جوانب، وخاصة التدريس الذي مارسه من أول حياته العلمية في دمشق وحتى آخر عمره في القاهرة، إذ ألقى الدروس في دمشق في بيته وفي المساجد، وفي كل مكان وُجد فيه، قال ابن كثير: «وأفاد الطلبة ودرّس بعدة مدارس بدمشق». واقتصرت المراجع والمصادر على تحديد مكانين درّس فيهما العز في الشام وهما:
1. المدرسة الشِبْلية البَرَّانِيَّة: وكانت خارج دمشق على سفح جبل قاسيون بالصالحية، ولعل ذلك في أيام الملك الأشرف موسى الذي لم يكن على وفاق تام مع العز في أول الأمر.
2. المدرسة الغزالية: وهي الزاوية الغربية بالجامع الأموي، ونُسبت إلى أبي حامد الغزالي لكثرة اعتكافه فيها وتدريسه وتأليفه حين إقامته بدمشق، ثم قام بالتدريس فيها كبارُ العلماء. ونصّت المصادر على أن الملك الكامل عندما ملك دمشق وحضر إليها سنة 635هـ كلف العز بالتدريس في هذه المدرسة، قال ابن السبكي: «وولّى الملك الكامل رحمه الله الشيخ تدريس زاوية الغزالي بجامع دمشق، وذكّر بها الناس»،[46] واستمرّ العز بالتدريس في هذه الزاوية حتى آخر مقامه بدمشق وهجرته إلى القدس فمصر.[49]

وصار صيت العز شائعاً، وشهرته عامة، وأكّدت معظم كتب التراجم على عبارة «وقصده الطلبة من الآفاق، وتخرج به أئمة»، «ورحل إليه الطلبة من سائر البلاد». وقال قطب الدين اليونيني عن تدريسه: «كان مع شدته فيه حسن المحاضرة بالنوادر والأشعار»، وكان العز متأثراً بجودة التدريس وحسن الخطابة والإلقاء بشيخه الآمدي، كما تأثر بالقاسم بن عساكر في المرح بالدرس، واستعمال المزح وطرح التكلف، قال ابن كثير: «وكان لطيفاً ظريفاً يستشهد بالأشعار».
ولما انتقل العز إلى مصر واظب على التدريس الحر والدروس العامة، مع وظيفته في الخطابة والقضاء، ولم يُعيَّن للتدريس في وظيفة رسمية حتى عَزل نفسَه من القضاء، وكان السلطان الصالح أيوب يبني المدرسة الصالحية بين القصرين في القاهرة، وأعدّها لتدريس الفقه على المذاهب الأربعة، واكتمل بناؤها سنة 639هـ، فحاول السلطان أن يثني العز عن استقالته من القضاء فأبى، فلما رأى زهده في منصب القضاء قَبِلَ استقالتَه وعَرَضَ عليه تدريسَ الفقه الشافعي في هذه المدرسة فقَبِلَه، «فعكف على التدريس فيها للشافعية، وقصده الطلبة من كل البلاد، وتخرج به الأئمة». وبقي فيها حتى توفي.
ولما بنى الملك الظاهر بيبرس مدرسته «الظاهرية» بالقاهرة، سأل العز أن يكون مدرّساً بها، فأجابه: «إن معي تدريس الصالحية، فلا أُضَيِّق على غيري». ولما مرض العز مرض الموت، أرسل له الملك الظاهر بيبرس وقال له: «عيّن مناصبك لمن تريد من أولادك»، فقال: «ما فيهم من يصلح، وهذه المدرسة الصالحية تصلح للقاضي تاج الدين بن بنت الأعز» أحد تلاميذه، ففُوِّضت إليه.

#### أول من درّس التفسير
كان من ميزات العز بن عبد السلام التي تَفرَّد بها أنه ابتدأ في إلقاء دروسٍ في التفسير لأول مرة، ولم يكن ذلك معهوداً من قبل، ولذلك قال ابن العماد الحنبلي: «وأخذ التفسيرَ في دروسه، وهو أول من أخذه في الدروس»، وقال السيوطي: «وألقى التفسير بمصر دروساً، وهو أول من فعل ذلك»،

### الخطابة

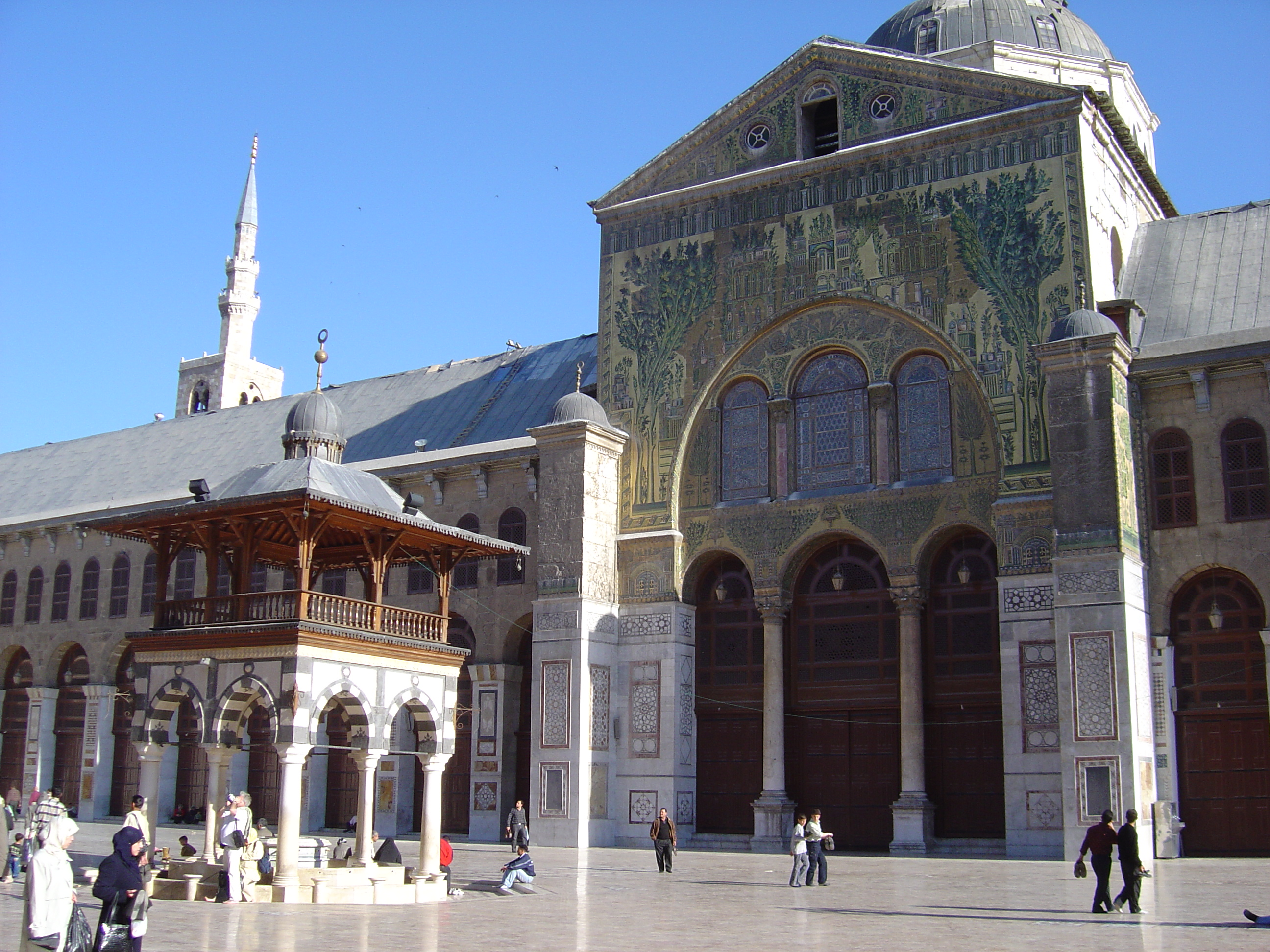
تولى العز بن عبد السلام الخطابة في الجامع الأموي بدمشق من قبل الملك الصالح إسماعيل سنة 637هـ.

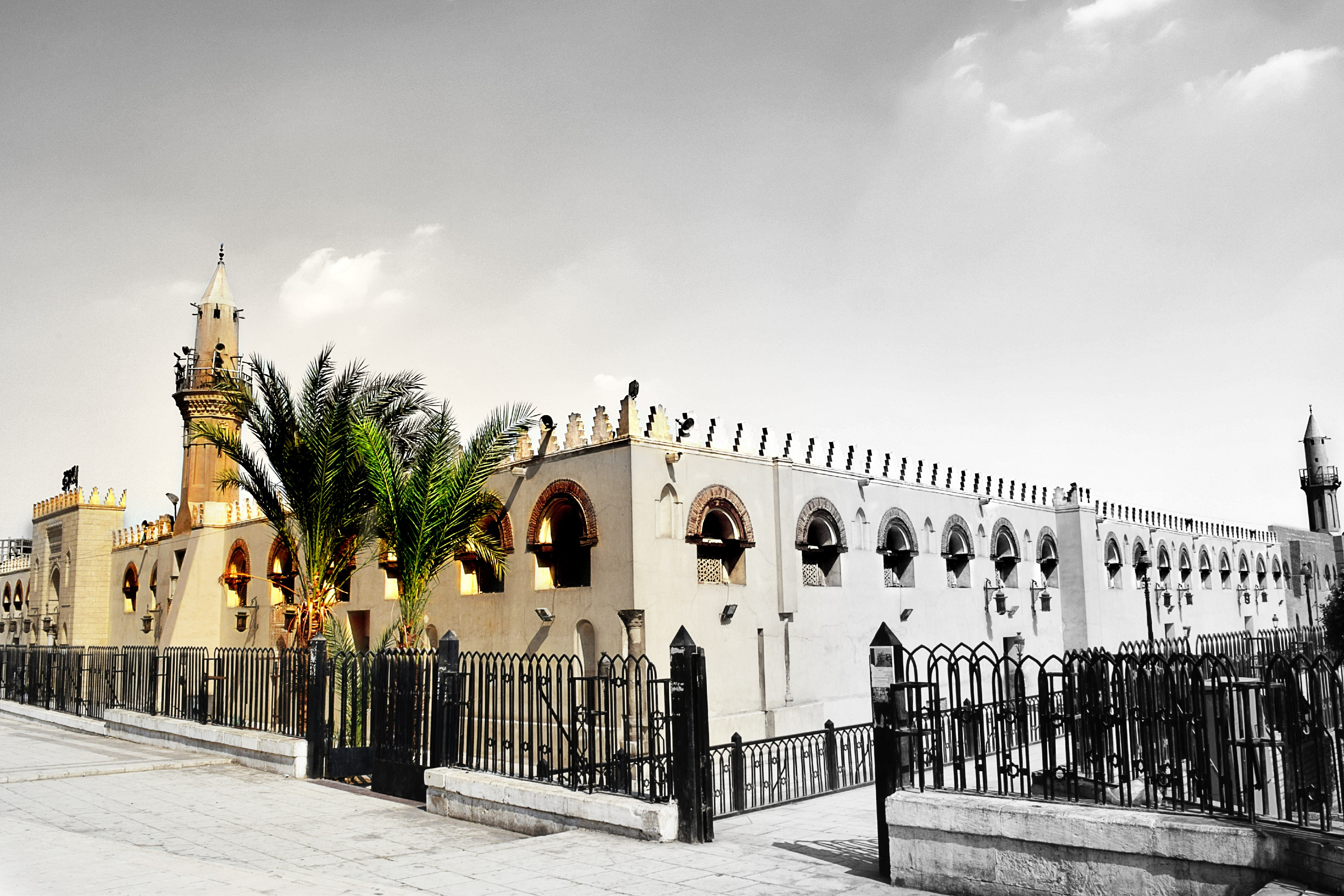
تولى العز بن عبد السلام خطابة جامع عمرو بن العاص بالقاهرة.

تولى العز بن عبد السلام الخطابة في الجامع الأموي بدمشق من قبل الملك الصالح إسماعيل، وذلك في ربيع الآخر سنة 637هـ، حتى وصف تلميذه أبو شامة المقدسي جدارة الشيخ بهذا المنصب فقال: «وفي العشر الأخير من ربيع الآخر تولى الخطابة بدمشق أحق الناس بالإمامة يومئذ، الشيخ الفقيه عز الدين بن عبد السلام السُّلمي، مفتي الشام يومئذ، ناصر السنة، قامع البدعة».
وكان العز خطيباً لَسِناً جريئاً، فبيّن الأحكام، ولما أَنِسَ من الناس الإصغاءَ والاستماعَ شَرَعَ في إبطال البدع، وإزالة ما لحق بالدين من الخطباء والأئمة وغيرهم، كدق السيف على المنبر، ولبس السواد، وسجع الخطب، والثناء المفرط على الحكام، فلم يلبس العز السواد في خطبته، ولا سجع فيها، وكان يقولها مترسلاً، واجتنب الثناء على الملوك، ولكنه كان يدعو لهم إن كانوا صالحين وما داموا على الحق، كما كان العز في الخطابة يأمر بالمعروف وينهى عن المنكر، فأبطل عملياً صلاة الرغائب لأنها برأيه لم يثبت فيها دليل شرعي، ثم أبطل صلاة النصف من شعبان لنفس السبب، فعارضه ابن الصلاح وصَنَّفَ رسالة في تأييدها والدفاع عن ثبوتها، فردَّ عليه العز برسالة وافقه عليها كبار العلماء.
ولَمْ يستمر العز طويلاً في خطابة دمشق، فبقي فيها مدة سنة تقريباً، إذ وقعت قصة الملك الصالح إسماعيل في تحالفه مع الفرنج، فترك العز الدعاء له وأنكر عليه فعلته وفضح أمره على الملأ، فعزله عن الخطابة سنة 638هـ وحبسه ثم أطلقه. ولما انتقل العز إلى مصر عام 639هـ كانت شهرته قد سبقته، فتلقاه بمصر سلطانها الملك الصالح أيوب بالتعظيم والتبجيل والإكرام، وعينه فوراً خطيباً لأعظم مساجد مصر، وهو جامع عمرو بن العاص. وقام العز بمناصبه حتى وقعت حادثة الطبلخانة، وهدم بنفسه البناء على ظهر المسجد، وبادر إلى عزل نفسه عن القضاء، فتحركت هواجس السلطان وخوفه من منصب العز بالخطابة، وتذكر ما فعله من التشنيع على الملك إسماعيل بدمشق، وقال حاشية الملك له: «اعزله عن الخطابة، وإلا شنّع عليك على المنبر كما فعل في دمشق»، فاستغل السلطان هذه المناسبة وعزله عن الخطابة دون الإساءة إليه، وكلفه بالتدريس.

### السفارة
نصّ عبد اللطيف بن العز بن عبد السلام في الرسالة التي كتبها عن والده «أن الملك الكامل محمداً، سلطانَ الديار المصرية، لمّا قَدِمَ دمشق وحكمها، واستلم السلطة فيها أوائل جمادى الأولى سنة 635هـ ولّى الشيخ العز عدة مناصب وولايات، ثم عيّنه للرسالة إلى الخلافة المعظمة ببغداد، ثم اختلسته (أي الملك الكامل) المنيّة». ولم يثبت في المراجع قيام العز بهذه السفارة، ومهما كان الأمر فالخبر صحيح في التعيين بالسفارة، وسواءً نُفِّذَ أم لم يُنَفَّذ، فإنه يدل على المكانة المرموقة التي كان العز يحظى بها، والرضا الواضح من الملك الكامل به والثقة فيه.

### القضاء
كان الملك الكامل محمد شديد الإعجاب بالعز بن عبد السلام، فقد سمع به في مصر، وكان شديد الثقة بعلمه ونزاهته وكفاءته، وكان يوافقه في المذهب الشافعي في الفقه والمذهب الأشعري في العقيدة، فلما وصل الملك الكامل من الديار المصرية إلى دمشق، وأقر له الملك الصالح إسماعيل بالسلطة والسيادة في أوائل جمادى الأولى سنة 635هـ، «ولّى الشيخَ العز تدريس زاوية الغزالي بجامع دمشق، ثم ولّاه قضاء دمشق، بعد ما اشترط عليه الشيخ شروطاً كثيرة لقبول القضاء، ودخل في شروطه، ثم عيّنه للرسالة إلى الخلافة المعظمة ببغداد». ولكن الملك الكامل مات بعد شهرين ونيف من ملكه بدمشق، واستلم الملك الصالح إسماعيل دمشق من جديد، ولم ينفذ تعيين العز في القضاء بعد ذلك.
ثم هاجر العز إلى مصر سنة 639هـ، وكان ملكها الصالح أيوب يسمع بغزارة علم العز ووقوفه على الحق والعدل، ووافق وصول العز إلى مصر بعد وفاة قاضي القضاة شرف الدين بن عين الدولة، فاستقبل السلطان الصالح أيوب العز استقبالاً حافلاً، ورحب به ترحيباً شديداً، وعهد إليه بالمناصب، وولاه خطابة مصر وقضاءها، وفوّض إليه عمارة المساجد المهجورة بمصر والقاهرة. وقد تولى العز بن عبد السلام القضاء بمصر في التاسع عشر من ذي القعدة سنة 639هـ، وكان ذلك من السلطان تقديراً لمكانته، وبمثابة رد اعتبار للشيخ ووفاءً له بعدما حاول الصالح إسماعيل الإساءة إليه.

#### قاضي القضاة
قاضي القضاة هو أحد المناصب الجليلة التي ظهرت في الخلافة الإسلامية، ومهمته تعيين القضاة والإشراف عليهم ومراقبة أعمالهم والاطلاع على الأحكام التي يصدرونها لبيان مدى موافقتها للشرع لتصديقها وإقرارها، فإن خالفت الشرع نقضها قاضي القضاة وردها إلى القاضي الذي أصدرها لتصحيحها، كما يقوم قاضي القضاة بعزل القضاة إن اقتضى الأمر.
عَيَّنَ السلطانُ الصالحُ أيوبُ العزَّ بنَ عبدِ السلام على قضاء مصر (الفسطاط) والوجه القبلي (الصعيد)، وأبقى القاضي السنجاري على قضاء القاهرة والوجه البحري، لأن الإدارة القضائية في كل من هذه المناطق الأربعة مستقلة، فقسمها السلطان بين اثنين، وعُرف العز بن عبد السلام في كتب التراجم والتاريخ بقاضي القضاة. وكان العز بن عبد السلام جريئاً يعلن الحكم ولو كان على السلطان والأمراء، ويبين الحكم الشرعي عند لزومه دون أن يخشى بطش جبار أو متسلط، ويصرّ على التطبيق والالتزام والتنفيذ، لذلك وصفه الأديب أبو الحسين يحيى بن عبد العزيز الجزّار كأنه الخليفة عمر بن عبد العزيز، فقال فيه:

وقال العز مبيناً الغرض والهدف من وجود القضاء ونصب القضاة: 

#### تركه للقضاء
لم يطلب العز بن عبد السلام القضاء؛ وقوفاً عند قول جمهور الفقهاء من كراهة طلب القضاء، ولكن الملوك هم من بادروا إلى تعيينه في القضاء وقضاء القضاء، فقبله مع أنه كان متبرماً منه ومتحرجاً من الانغماس فيه، ويدرك مخاطره ومتاعبه وعواقبه، ولم يقبله إلا على مضض، وقد جاءه أحد أصحابه فلامه وعاتبه على قبوله القضاء، فأعلن العز عن رأيه وأن ذلك «حكم الله وقدره، وأنه لم يطلب إلا رضاء الله فيه»، وأنشد قائلاً:
وكان العز بن عبد السلام صارماً في تطبيق الأحكام والتسوية بين الناس، ولا يرضى عن الحق والشرع بديلاً ولو قيد شعرة، ومهما كان الأمر جسيماً وخطيراً ومحرجاً ولو للسلطان وأمرائه وأعوانه. وكانت هذه الصورة سبباً في تعب القاضي العز وعُرضته للخطر والتهديد والعزل والحبس، فكان يبادر غالباً لعزل نفسه لتأييد حكمه وقوله ورأيه، وذلك في ثلاث مرات:
- الأولى: لما عينه الملك الكامل قاضياً في دمشق ثم مات بعد وقت قصير، فوجد الملك إسماعيل الفرصة مواتية لعزل العز من القضاء.[63]
- الثانية: في مصر، ولم ينص أحد المترجمين على السبب فيها، والغالب أنها كانت بعد قرار العز ببيع الأمراء المماليك.[63]
- الثالثة: في مصر أيضاً، وكانت بعد هدم الطبلخانة فوق المسجد وإسقاط عدالة معين الدين بن شيخ الشيوخ أستاذ دار السلطان، فهدم العز البناء بنفسه وحكم بفسق الوزير وأسقط شهادته، وعزل نفسه عن القضاء، وذلك سنة 640هـ، ولم يعد بعدها للقضاء الذي كان يتحين الفرص للخلاص منه، وراجعه السلطان فأصر وأبى، وقبل السلطان استقالته، وعين أحد نوابه صدر الدين الموهوب الجزري في الحكم منابه. وهكذا انتهت ولاية القضاء في حياة العز، قال ابن العماد الحنبلي: «ثم عزل نفسه من القضاء، وعزله السلطان من الخطابة، فلزم بيته يشغل الناس ويدرّس، وأخذ في التفسير في دروسه، وهو أول من أخذه في الدروس».[63][67]

## أخلاقه وصفاته

### صفته الشكلية
لم تسعف كتب التراجم والسير إلا بالقليل النادر عن صفات العز بن عبد السلام الخَلْقية، فلم تذكر سوى أنه كان طويل القامة، كامل الصورة والأوصاف، مما جعله مقبولاً عند الناس، وليس فيه عاهة أو علامة فارقة تلفت نظر الناظر أو قلم الباحث والكاتب في عصره أو بعده.

### ورعه وزهده
اتفقت كلمة معاصري العز وتلاميذه ومن بعدهم من العلماء والمصنفين على وصف العز بأنه كان ورعاً تقياً، بل شديد الورع بالالتزام بالحلال والبعد عن الحرام، واجتناب الشبهات في أعماله وتصرفاته، وفي مناصبه ومواقفه، وفي كسبه ورزقه وإنفاقه، وفي عباداته ومعاملاته. ومما يدل على ورعه وزهده أنه لم يجمع من الدنيا إلا القليل، فإذا عُرضت عليه أعرض عنها، وقصصه في ذلك كثيرة. منها: عندما انتهت محنته مع الملك الأشرف بدمشق، واقتنع الملك بعقيدة العز، أراد أن يسترضيه ويعوضه بالصلة والمال، وقال: «والله لأجعلنه أغنى العلماء»، ولكن العز لم يأبه لذلك، ولم ينتهز هذه الفرصة لمصالحه الشخصية، فلم يقبل درهماً من الملك، بل رفض الاجتماع به لأمور شخصية أو مجاملات رسمية، كما اعتذر عن الاجتماع بالملك الكامل عندما قدم دمشق وطلبه إليه.
ولما مرض الملك الأشرف مرض الموت وطلب الاجتماع بالعز ليدعو له ويقدم له النصيحة، اعتبر العز ذلك قربة لله تعالى وقال: «نعم، إن هذه العبادة لمن أفضل العبادات، لما فيها من النفع المتعدي إن شاء الله تعالى»، وذهب ودعا للسلطان «لما في صلاحه من صلاح المسلمين والإسلام»، وأمره بإزالة المنكرات، وطلب منه الملك العفو والصفح عما جرى في المحنة قائلاً: «يا عز الدين، اجعلني في حل»، فقال العز: «أما محاللتك فإني كل ليلة أحالِلُ الخلق، وأبيت وليس لي عند أحدٍ مَظْلمة، وأرى أن يكون أجري على الله»، وفي نهاية الجلسة أطلق له السلطان ألف دينار مصرية، فردّها عليه، وقال: هذه اجتماعة لله، لا أكدرها بشيء من الدنيا. ولما هاجر العز من دمشق وقد ناهز الستين، لم يحمل معه شيئاً من المتاع والمال. ولما استقال العز من القضاء عند فتواه ببيع الأمراء، خرج من القاهرة وكل أمتعته في الحياة مع أسرته حِمل حمار واحد، مما يدل على قناعته بالقليل، وزهده في المال والمتاع.
ولما مرض العز وأحس بالموت، أرسل له الملك الظاهر بيبرس أن يُعيّن أولاده في مناصبه، وأن يجعل ولده عبد اللطيف مكانه في تدريس المدرسة الصالحية، فقال العز: «ما يصلح لذلك»، قال له: «فمن أين يعيش؟» قال: «من عند الله تعالى»، قال له: «نجعل له راتباً؟» قال: «هذا إليكم». والحقيقة أن عبد اللطيف بن العز كان عالماً فقيهاً ويصلح للتدريس، ولكن ورع العز وزهده منعه من جعل منصب التدريس وراثة لأولاده. قال الداودي: «وكان كل أحد يضرب به المثل في الزهد والعلم».

### حبه للتصدق
حكى قاضي القضاة بدر الدين بن جماعة أن العز لما كان بدمشق وقع مرة غلاءٌ كبيرٌ حتى صارت البساتين تُباع بالثمن القليل، فأعطته زوجته مَصاغاً لها وقالت: «اشتر لنا به بستاناً نَصِيف به»، فأخذ ذلك المصاغ وباعه، وتصدق بثمنه، فقالت: «يا سيدي، اشتريت لنا؟» قال: «نعم، بستاناً في الجنة، إني وجدت الناس في شدة فتصدقت بثمنه»، فقالت له: «جزاك الله خيراً».
ولمّا جاء أستاذ الدار «الغِرْز خليل» برسالة الملك الأشرف بدمشق للشيخ العز بعزله عن الإفتاء، وعدم الاجتماع بأحد ولزوم بيته، تقبل العز هذه الأمور بصدر رحب، واعتبرها «هدية من الله تعالى، أجراها على يد السلطان وهو غضبان، وأنا بها فرحان، والله يا غِرز، لو كانت عندي خِلعةٌ تصلح لك على هذه الرسالة المتضمنة لهذه البشارة، لخلعتُ عليك، ونحن على الفتوح، خذ هذه السجادة صلّ عليها، فقبِلها وقبَّلها، وودّعه وانصرف إلى السلطان، وذكر ما جرى بينه وبينه، فقال السلطان لمن حضره: قولوا لي ما أفعل به؟ هذا رجلٌ يرى العقوبة نِعمة، اتركوه، بيننا وبينه الله».
وقال ابن السبكي في حب العز للتصدق: «وحكي أنه كان مع فقره كثير الصدقات، وأنه ربّما قطع من عِمامته، وأعطى فقيراً يسأله إذا لم يجد معه غير عِمامته».

### جرأته
كان العز جريئاً في الحق يُعلنه في كل مناسبة، وينطق به في خطبه ودروسه، ويبينه في الفتاوى والأحكام، وفي ذلك أمثلة كثيرة ومواقف عديدة في حياته، منها ما نقله ابن السبكي عن والده أنه سمع شيخه الباجي (تلميذ العز) يقول: طلع شيخنا عز الدين مرة إلى السلطان (الصالح أيوب) في يوم عيد إلى القلعة، فشاهد العساكر مصطفين بين يديه، ومجلسَ المملكة، وما السلطانُ فيه يومَ العيد من الأُبَّهَة، وقد خرج على قومه في زينته على عادة سلاطين الديار المصرية، وأخذت الأمراء تقبِّل الأرض بين يدي السلطان، فالتفت الشيخ إلى السلطان، وناداه: «يا أيوب، ما حجتك عند الله إذا قال لك: ألم أُبَوِّئ لك مُلك مصر، ثم تبيح الخمور؟» فقال: «هل جرى هذا؟» فقال: «نعم، الحانة الفلانية يُباع فيها الخمور وغيرُها من المنكرات، وأنت تتقلب في نعمة هذه المملكة»، يناديه كذلك بأعلى صوته، والعساكر واقفون، فقال: «يا سيدي، هذا أنا ما عملته، هذا من زمان أبي»، فقال: «أنت من الذين يقولون: (إنا وَجدنا آباءنا على أمة)»، فرسم السلطان بإبطال تلك الحانة، قال الباجي: سألت الشيخ لما جاء من عند السلطان وقد شاع الخبر: «يا سيدي كيف الحال؟» فقال: «يا بُنيّ، رأيته في تلك العظمة، فأردت أن أُهينَه لئلا تكبر نفسه فتؤذيه»، فقلت: «يا سيدي أما خفته؟» فقال: «والله يا بُني، استحضرت هيبة الله تعالى، فصار السلطان قُدَّامي كالقط».

### محاربته للبدع
وصف المؤرخ أبو شامة المقدسي شيخه العز بقوله: «ناصر السنة، وقامع البدعة»، فقد كان العز معروفاً بمحاربته للبدع والمنكرات، فأزال كثيراً مما كان يراه بدعاً يرتكبها عوامُّ المسلمين، فأفتى بمنع صلاة الرغائب، كما منع صلاة النصف من شعبان، ومنع إقامتها بالجامع الأموي، «لأنه لم يرد فيها سنة صحيحة من رسول الله ﷺ»، وقال العز عن صلاة الرغائب: «البدع ثلاثة أضرب... الضرب الثالث: ما كان مخالفاً للشرع، أو ملتزماً لمخالفة الشرع، فمن ذلك صلاة الرغائب، فإنها موضوعة على النبي ﷺ، وكذب عليه»، وقال العز: «القيام للمصحف بدعة لم تُعهد في الصدر الأول». كما أزال العز بدع الخطباء في المساجد كلبس السواد، ودق السيف على المنبر، والتسجيع في الخطبة، واجتنب الثناء على الملوك والحكام.
وعقد العز فصلاً عن البدع في كتابه «قواعد الأحكام»، فعرّفها فقال: «البدعة فعل ما لم يُعهد في عصر رسول الله ﷺ»، ثم قسّمها وبيّن حكم كل قسم.

### مناصحة الحكام
لما مرض الملك الأشرف موسى بدمشق مرض الموت، طلب من العز بن عبد السلام أن يعودَه ويدعو له وينصحه، فلبى العز واجب عيادة المريض، وقال للملك: «وأما دعائي للسلطان، فإني أدعو له في كثير من الأحيان، لما في صلاحه من صلاح المسلمين والإسلام... وأما وصيتي ونصيحتي للسلطان فقد وجبت وتعينت لقبوله وتقاضيه». وكان السلطان قبل مرضه قد وقع بينه وبين أخيه السلطان الكامل بمصر جفوة ووحشة، في الوقت الذي ظهر فيه التتار في الشرق، فقال الشيخ للسلطان: «أخوك الكبير ورحمك، وأنت مشهور بالفتوحات، والنصر على الأعداء، والتتر قد خاضوا بلاد المسلمين...»، وأَمَرَه بصلة أخيه والتعاون معه في وجه التتار، وإزالة مظاهر القطيعة والعداوة بينهما قائلاً: «ولا تقطع رحمك في هذه الحالة، وتنوي مع الله نصرَ دينه وإعزاز كلمته، فإن منَّ الله بعافية السلطان رجونا من الله إدالته على الكفار، وكانت في ميزانه هذه الحسنة العظيمة، فإن قضى الله تعالى بانتقاله إليه كان السلطان في خفارة نيته»، فقال له: «جزاك الله خيراً عن إرشادك ونصيحتك»، وأمر (والشيخ حاضر في الوقت) بتنفيذ ذلك، ثم قال له: «زدني من نصائحك ووصاياك»، فقدَّم الشيخ النصائح، وأمره بإزالة المنكرات، ومنع المحرمات، ورفع المكوس عن المسلمين، وإبطال القاذورات، ودفع المظالم، فتقدّم السلطان فوراً بإبطال ذلك كله، وقال له: «جزاك الله عن دينك وعن نصائحك وعن المسلمين خيراً، وجمع بيني وبينك في الجنة بمنّه وكرمه»، وودّع الشيخ السلطان، ومضى إلى البلد، وقد شاع عند الناس صورة المجلس، وتبطيل المنكرات، وباشر الشيخ بنفسه تبطيلَ بعضها.

### الأمر بالمعروف والنهي عن المنكر
اشتهر العز بن عبد السلام بالأمر بالمعروف والنهي عن المنكر، وكانت هذه الصفة أهم صفاته، وأكثر مميزاته على غيره من العلماء، ولذلك أجمع المصنفون على وصفه بذلك، قال الكتبي في وصف العز: «كان ناسكاً ورعاً، أمَّاراً بالمعروف نهَّاءً عن المنكر، لا يخاف في الله لومة لائم». وقال ابن العماد في وصف العز بدمشق: «هذا مع الزهد والورع، والأمر بالمعروف والنهي عن المنكر، والصلابة في الدين»، ثم يقول عنه في مصر: «فأقام بالمنصب أتم قيام، وتمكن من الأمر بالمعروف والنهي عن المنكر». وقال عنه السيوطي: «وقدم مصر، فأقام بها أكثر من عشرين سنة، ناشراً للمعروف ناهياً عن المنكر، يعظ الملوك فمن دونهم». وقال ابن السبكي: «إمام عصره بلا مدافعة، القائم بالأمر بالمعروف والنهي عن المنكر في زمانه».

### التصوف
اختلف العلماء والكُتّاب والمصنفون قديماً وحديثاً اختلافاً واسعاً في وصف العز بن عبد السلام بالتصوف أو براءته منه، وتشعّب القول في ذلك، فذهب معظم المؤرخين القدامى وبعض المعاصرين إلى إثبات نسبة التصوف للعز، واتفاقه مع الكتاب والسنة، واستندوا إلى أدلة كثيرة، أهمها صلته بكبار علماء الصوفية في زمانه كأبي الحسن الشاذلي وشهاب الدين عمر السهروردي، وحضور مجالسهم، وقراءة كتب الصوفية وممارسته لبعض أعمالهم. وقد نقل ابن السبكي: «أن الشيخ عز الدين لبس خرقة التصوف من الشيخ السُّهروردي، وأخذ عنه، وذكر أنه كان يقرأ بين يديه «رسالة القشيري»»، ثم قال ابن السبكي: «وقد كان للشيخ عز الدين اليد الطولى في التصوف، وتصانيفه قاضية بذلك»، وقال السيوطي: «وله كرامات كثيرة، ولَبِسَ خرقة التصوف من الشهاب السُّهروردي، وكان يحضر عند الشيخ أبي الحسن الشاذلي، ويسمع كلامه في الحقيقة ويعظمّه». وقال الشعراني: «وكان الشيخ عز الدين  يقول بعد اجتماعه على الشيخ أبي الحسن الشاذلي وتسليمه للقوم: «من أعظم الدليل على أن طائفة الصوفية قعدوا على أعظم أساس الدين ما يقع على أيديهم من الكرامات والخوارق، ولا يقع شيء من ذلك قط لفقيه إلا إن سلك مسلكهم كما هو مشاهد»، وكان الشيخ عز الدين  قبل ذلك ينكر على القوم، ويقول هل لنا طريق غير الكتاب والسنة، فلما ذاق مذاقهم، وقطع السلسلة الحديدية بكراسة الورق، صار يمدحهم كل المدح».

الرسالة القشيرية التي يُقال أن العز بن عبد السلام كان يقرأها.

وذهب فريق من المعاصرين إلى نفي التصوف عن العز، وأن «التصوف يتنافى مع عقلية العز الفكرية والاجتهادية القائمة على إعمال العقل في النصوص، وتتعارض مع سيرة العز في الحياة ومواقفه وفتاويه وكتبه ومصنفاته». وتوسّط آخرون إلى الاعتراف بتصوف العز «على طريقته الخاصة وطريقة السلف التي تجمع بين العلم والعمل».
وقد أنكر العز ما يصدر عن بعض المتصوفة من الرقص والسماع فقال:
ولما سُئل العز عن الإنشاد والتواجد والرقص والسماع أجاب:
ويقول محمد الزحيلي: «والخلاصة أننا نرى أن العز كان صوفياً حسب قواعد الشرع، ومن الناحية الفكرية والقلبية والروحية، وبحسب المعنى العام الوارد في الشرع عن هذا الجانب التربوي في الإسلام، وأنه ملتزم بكل ما جاء في القرآن والسنة من التربية الروحية والقلبية والتهذيب النفسي، ولم يكن متصوفاً بالمعنى الاصطلاحي والعرفي، ولم ينتسب إلى طريقة يلتزم بطقوسها ومصطلحاتها وقواعدها، ولم يدخل في المتاهات الغامضة التي تحتمل الظاهر والباطن، والصحيح والفاسد...».

## شيوخه
تلقى العز بن عبد السلام العلم على جلة علماء دمشق وبغداد والقاهرة، وقد ذكر ابن السبكي أهم شيوخ العز وأشهرهم وبين اختصاصهم، فقال: «تفقه على الشيخ فخر الدين بن عساكر، وقرأ الأصول على الشيخ سيف الدين الآمدي وغيره، وسمع الحديث من الحافظ أبي محمد القاسم بن الحافظ الكبير أبي القاسم بن عساكر، وشيخ الشيوخ عبد اللطيف بن إسماعيل بن أبي سعد البغدادي، وعمر بن محمد بن طَبَرْزَد، وحنبل بن عبد اللطيف الرصافي، والقاضي عبد الصمد بن محمد الحرستاني، وغيرهم، وحضر على بَرَكات بن إبراهيم الخُشُوعي».

## تلاميذه
تفرّغ العز بن عبد السلام للتعليم وإلقاء الدروس في المدارس والمساجد والبيوت حتى وفاته، واجتمعت في حلقاته ودروسه الجموعُ الغفيرة من أهالي دمشق والقاهرة، ولما اشتهر وذاع صيته قصده الطلبة من أصقاع العالم الإسلامي، لذلك قال ابن كثير: «وأفاد الطلبة، ودرّس بعدة مدارس... وانتهت إليه رئاسة الشافعية، وقُصد بالفتاوى من الآفاق»، وقال ابن العماد الحنبلي: «وبلغ رتبة الاجتهاد، ورحل إليه الطلبة من سائر البلاد»، وقال الكتبي: «ودرّس وصنّف وأفتى وبرع في المذهب، وبلغ رتبة الاجتهاد، وقصده الطلبة من البلاد، وتخرّج به أئمة، وله الفتاوى السديدة». أما أشهر تلاميذه فمنهم:
1. إبراهيم بن العز بن عبد السلام.
2. عبد اللطيف بن العز بن عبد السلام.
3. ابن دقيق العيد.
4. تاج الدين بن بنت الأعز.
5. أبو شامة المقدسي.
6. عبد الرحمن بن إبراهيم الفزاري، المعروف بالفركاح.
7. شهاب الدين القرافي.
8. عبد الوهاب بن الحسين بن عبد الوهاب المهلّبي البَهْنسي.[8][89]

## مؤلفاته
ترك العز بن عبد السلام العديد من الكتب والمصنفات والرسائل، إلا أن هذا الإنتاج لا يتناسب مع مكانة العز وعلمه وتحصيله، ولذلك قال فيه اليافعي اليمني: «وهو من الذين قيل فيهم: علمهم أكثر من تصانيفهم، لا من الذين عبارتهم دون درايتهم، ومرتبته مع السابقين من الرعيل الأول». والسبب في ذلك هو أن العز كان مشغولاً بالمناصب الرسمية وأعمال الأمة ومتاعب الدعوة والأمر بالمعروف والنهي عن المنكر.

### التفسير وعلوم القرآن

غلاف كتاب تفسير العز بن عبد السلام، طبعة دار الكتب العلمية.

1. تفسير العز بن عبد السلام: وهو مختصر تفسير «النكت والعيون للماوردي».[92]
2. الإشارة إلى الإيجاز في بعض أنواع المجاز، ويختصر أحياناً باسم مجاز القرآن. واختصره ابن النقيب في مقدمة تفسيره وهو المطبوع خطأ بعنوان « الفوائد المشوق إلى علوم القرآن وعلم البيان » منسوباً لابن قيم الجوزية. قال د. زكريا سعيد علي: «ما نُشِر تحت عنوان» الفوائد المُشَوِّق«، أو» كنوز العرفان«منسوباً إلى الإمام ابن قيم الجوزية - هو في حقيقتِه مقدمة الشيخ ابن النقيب في علوم البلاغة، التي جعلها أمام تفسيره الكبير للقرآن الكريم»،[93][94] كما لخص السيوطي كتاب العز مع زيادات عليه، وسماه «مجاز الفرسان إلى مجاز القرآن»، ويعتبر كتاب العز هذا، مع كتابه «قواعد الأحكام» أهم كتبه على الإطلاق.[95]
3. أمالي عز الدين بن عبد السلام، وهي تشمل: الأمالي في تفسير بعض آيات القرآن الكريم، والأمالي في شرح بعض الأحاديث المنتقاة، والأمالي في مناقشة بعض المسائل الفقهية، وهذه الأمالي كان العز يلقيها في دروس تفسير القرآن الكريم.[96][97]

### الحديث والسيرة والأخبار
1. شرح حديث: «لا ضرر ولا ضرار».
2. شرح حديث «أم زَرْع» الذي روته عائشة.
3. مختصر صحيح مسلم.
4. بداية السول في تفضيل الرسول: ساق فيه العز اثنين وثلاثين وجهاً لتفضيل النبي محمد، «وهي تعداد الخصائص التي خصه الله بها».[98]
5. قصة وفاة النبي ﷺ.
6. ترغيب أهل الإسلام في سكنى الشام: وفيها بيان فضل الشام والترغيب بالسكن فيها.[99]
7. مجلس ذم الحشيشية.[100]

### الإيمان والعقيدة وعلم التوحيد
كان العز بن عبد السلام يعتقد بعقيدة الأشاعرة من أهل السنة والجماعة، وكان من المدافعين عنها الواقفين في وجه الفرق المخالفة لها، وقد خصص بعض الرسائل في بيان الإيمان والعقيدة، منها:
1. رسالة في علم التوحيد.
2. الملحة في اعتقاد أهل الحق، وتسمى أيضاً: «رسالة في العقيدة» أو «الاعتقاد». وقد كتبها للرد على الحنابلة الذين شنعوا على الإمام أبو الحسن الأشعري في صفات الله تعالى عامة وصفة الكلام خاصة، وهي التي رفعها الحنابلة للملك الأشرف وأدت إلى المحنة المعروفة التي وقعت به. وقد قدم العز فيها الحجج والأدلة والبراهين عليها، واقتصر على الأدلة النقلية من الكتاب والسنة، وترك الاحتجاج بالمعقول «كميناً عند الحاجة إليه» على حد تعبيره.[101]
3. الفرق بين الإسلام والإيمان: وهي جواب لسؤال، لذلك ورد بعضها في «الفتاوى الموصلية» وتكلم العز فيها عن زيادة الإيمان ونقصه، وهو رأي جمهور أهل السنة والجماعة.[102]
4. نبذة مفيدة في الرد على القائل بخلق القرآن.
5. وصية الشيخ عز الدين بن عبد السلام إلى ربه الملك العلام: وهي رسالة صغيرة في العقيدة.
6. أحوال الناس يوم القيامة وذكر الخاسرين والرابحين منهم: وهي رسالة من ستين صفحة في العقيدة والزهد وفضائل الأعمال والتربية.[103][104][105]

### الفقه والفتاوى
1. الغاية في اختصار النهاية: وهو كتاب كبير يقع في خمس مجلدات كبيرة، اختصر فيه أشهر كتب الفقه الشافعي المسمى «المذهب» وعنوانه «نهاية المطلب في دراية المذهب» لإمام الحرمين الجويني الذي يقع في 27 مجلداً، وقام إمام الحرمين نفسه باختصار كتابه باسم «المعتصر»، وجاء العز فاختصر المختصر.
2. الجمع بين الحاوي والنهاية: ولعله لم يُكمل، وهو كتاب يجمع بين كتابين يوصفان بأنهما أعظم كتابين في الفقه الشافعي، الأول: «الحاوي أو الحاوي الكبير» لأبي الحسن الماوردي، ويقع في أربع وعشرين مجلداً، والثاني: «نهاية المطلب في دراية المذهب» لإمام الحرمين الجويني، وهما أهم كتب الفقه الشافعي وأكثرهما توسعاً في المذهب.
3. أحكام الجهاد وفضائله: وهو رسالة في الجهاد وأحكامه وفضائله.[106]
4. مقاصد الصلاة: وهي رسالة صغيرة عن «فضل الصلاة، وبيان شرفها، وأنها أفضل العبادات بعد الإيمان بالله تعالى».[107]
5. مقاصد الصوم: وهي رسالة صغيرة تتضمن فضل الصوم وفوائده الدنيوية والأخروية، وبعض أحكامه.[108]
6. مناسك الحج: وهي رسالة صغيرة تحدّث فيها عن الحج والعمرة وبعض أعمال الحج.[109]
7. صلاة الرغائب: وهي رسالة صغيرة تتألف من قسمين: الأول: الترغيب عن صلاة الرغائب الموضوعة، للرد على من يدعي مشروعيتها، فرد ابن الصلاح بجوازها ومشروعيتها، فصنف العز القسم الثاني: رسالة في تفنيد رد ابن الصلاح.[110]
8. الفتاوى الموصلية: ويقال عنها: «فتاوى العز بن عبد السلام»، وهي أجوبة عن تسعين سؤالاً وجهت إليه من خطيب الموصل شمس الدين عبد الرحيم الطوسي سنة 654هـ بالقاهرة، فقيل «الموصلية» أو «الأسئلة الموصلية» أو «المسائل الموصلية»، وتشمل مختلف أبواب الفقه، وبعض الأسئلة في علم الكلام والتفسير وموضوعات أخرى.[111]
9. الفتاوى المصرية: وهي فتاوى مكونة من أجوبة في الفقه والأصول والتفسير والعقيدة سُئل عنها العز بمصر، وهي مجموع مشتمل على فنون من المسائل والفوائد، جمعها أحد تلامذته ودَوَّنها حسب ترتيب الأبواب الفقهية.[112][113]

### أصول الفقه
1. قواعد الأحكام في مصالح الأنام، أو القواعد الكبرى، ويوصف هذا الكتاب مع كتاب «الإشارة إلى الإيجاز» بأنهما أعظم كتب العز، «وهما شاهدان على إمامة العز وعظيم منزلته في علوم الشريعة».[41][114]
2. القواعد الصغرى: وهو مختصر الكتاب السابق، اختصر فيه العز كتابه بحذف الفروع الفقهية والاستطرادات والتعليقات.[115]
3. الإمام في بيان أدلة الأحكام: ويذكر أيضاً بعنوان «الدلائل المتعلقة بالملائكة والنبيين عليهم السلام والخلق أجمعين» وظنه بعضهم كتابين للعز، كما ظن آخرون أن الكتاب في العقيدة بسبب العنوان الثاني،[41] وهما عنوانان لكتاب واحد.[116]
4. شرح «منتهى السؤال والأمل في عِلْمي الأصول والجدل» لابن الحاجب.[117]

### الزهد والتصوف والتربية والأخلاق وفضائل الأعمال
1. شجرة المعارف والأحوال وصالح الأقوال والأعمال: قال السبكي: «حسن جداً»،[41] وحدد العز معالم هذه الشجرة، فأصلها "معرفة الذات" الإلهية، وفرعها "معرفة الصفات" وثمرتها هي "التخلق بآداب القرآن" و"التخلق بصفات الرحمن" التي تحقق "جميع الخيرات العاجلة والآجلة.[118]
2. مقاصد الرعاية لحقوق الله: مختصر رعاية المُحاسبي.[119]
3. مسائل الطريقة في علم الحقيقة: واشتهرت بالستين مسألة؛ لأنها تتضمن ستين سؤالاً في الأخلاق والتصوف والإيمان.[120]
4. رسالة في القطب والأبدال الأربعين: «بيّن فيها بطلان قول الناس فيهم وعدم وجودهم كما زعموا».
5. الفتن والبلايا والمحن والرزايا أو فوائد البلوى والمِحَن: وهي رسالة صغيرة فيها الفوائد والثواب والأجر الذي يناله المسلم من ابتلائه بالفتن والمحن والرزايا والمصائب، ذكر العز فيها سبع عشرة فائدة.[121]
6. نهاية الرغبة في أدب الصحبة.[122]

## كتب عن العز بن عبد السلام
لقد اعتنى العلماء والباحثون قديماً وحديثاً بترجمة العز بن عبد السلام، وأفرده بالترجمة غير واحد في كتب مستقلة، ومنهم:
- الدكتور محمد الزحيلي، في كتاب «العز بن عبد السلام: سلطان العلماء وبائع الملوك».
- رضوان علي الندوي، في كتاب «العز بن عبد السلام».
- محمد حسن عبد الله، في كتاب «عز الدين بن عبد السلام».
- الدكتور عبد الله بن إبراهيم الوهيبي، في رسالته للدكتوراه بعنوان «العز بن عبد السلام: حياته وآثاره ومنهجه في التفسير».
- الدكتور علي الفقير، في رسالته للدكتوراه بعنوان «الإمام العز بن عبد السلام ومنهجه الأصولي».
- عبد العظيم فودة في رسالته للماجستير بعنوان «عز الدين بن عبد السلام وأثره في الفقه والأصول».
- علي الصلابي، في كتاب «الشيخ عز الدين بن عبد السلام: سلطان العلماء وبائع الأمراء».[123]

## الهوامش
1. ↑  منهم محمد بن عبد السلام بن غانم المقدسي (678هـ) ومحمد بن عبد السلام بن يوسف (749هـ) ويعرف في كتب المالكية بابن عبد السلام، وشهاب الدين أحمد بن محمد بن عبد السلام المصرفي المنوفي الشافعي (931هـ) وغيرهم.
2. ↑  التنبيه أهم كتاب مختصر في الفقه الشافعي للشيخ أبي إسحاق الشيرازي، ويُعد الكتابَ المدرسيَّ الأولَ للمبتدئين في دراسة الفقه الشافعي، وبقي معتمداً حتى ظهر كتاب "منهاج الطالبين" للإمام النووي.

## وصلات خارجية
- العز بن عبد السلام - موقع قصة الإسلام.
- كتب ابن عبد السلام - الموقع الرسمي للمكتبة الشاملة.